# Трилистник (узел)
Трилистник (или узел-трилистник, англ. trefoil knot) — общее название для двух простейших нетривиальных узлов. Левый и правый трилистники – единственные узлы, допускающие диаграмму с тремя перекрёстками, при том, что любая диаграмма с меньшим числом перекрёстков представляет тривиальный узел.
Стоит отметить, что в научной литературе по теории узлов нередко можно встретить словосочетание «узел трилистник», которое от случая к случаю может подразумевать и один конкретный трилистник из двух существующих, и пару из двух трилистников с намёком на то, что утверждение, использующее этот термин, справедливо для них обоих, и использование такого определения самого узла, в котором между левым и правым трилистниками в принципе нет никакого различия (существование не обязательно сохраняющего ориентацию гомеоморфизма пар вместо существования объемлющей изотопии в качестве отношения эквивалентности геометрических узлов). Более подробно этот терминологический вопрос обсуждается в разделе «Определение».
Левый и правый трилистники являются зеркальными образами друг друга, а потому обладают очень сходными наборами присущих им свойств. Однако всё же некоторые тонкие инварианты, такие как многочлен HOMFLY-PT или сигнатура, способны установить их формальное различие. Ещё одним дополнительным обстоятельством, способствующим существованию единого названия «трилистник» для обоих узлов, является то, что большинство классический табуляций в связи с экономией места не различают зеркальные узлы друг от друга.
Будучи простейшими узлами сразу по ряду показателей, трилистники нередко выступают как классические примеры или контр-примеры в различных теоретико-узловых рассуждениях, наряду с другим «несложным» узлом восьмёркой. Выдвигаемые гипотезы или обширные концепции нередко в первую очередь оказываются проверены и изучены именно в случае трилистников, если это представляется возможным в рамках предположений. Во многом в связи с этим трилистники – одни из наиболее подробно исследованных узлов.
Трилистники часто возникают в химии и молекулярной биологии как форма заузленности молекул (в таких случаях они иногда называются молекулярными или органическими трилистниками), являясь в этом виде классическими представителями пересечения абстрактной топологии с естественными науками.
Кроме того, различные изображения трилистников встречаются на многих артефактах разных культур и эпох – трилистники нередко использовались в качестве мистического или религиозного символа (в этом смысле чаще встречаются более локальные и специальные понятия вроде трикветр или валькнут), а также в искусстве, например, как составная часть росписей, узоров или мозаик.
В современном мире символ трилистника не менее популярен и различные стилизованные изображения трилистников нередко можно встретить на эмблемах и логотипах, в качестве декоративных элементов или в произведениях искусства.
Наряду с кольцами Борромео, зацеплением Хопфа, тривиальным узлом и некоторыми другими понятиями как классической теории узлов, так и топологии в целом, трилистники являются ключевым объектом в изложении и практике спорного психоаналитического исследования философов Жака Лакана и Жана-Мишеля Вапперо.

## Определение

Левый трилистник
Правый трилистник

Когда речь заходит о трилистниках, в математической литературе обычно даётся одновременно некорректное и остенсивное определение, а именно, приводится изображение одного (правого или левого) трилистника и подпись вида «на этом рисунке изображён узел трилистник». Чаще всего это связано с предполагаемым уровнем знаний читателя – в работах для начинающих излагаемые ниже тонкие детали предполагаются несущественными, а в изданиях для профессионалов – хорошо известными. Кроме того, существует и другая неоднозначность – на рисунке справа (как и везде далее) трилистники называются левым и правым в соответствии с обозначениями книги Кунио Мурасуги «Knot Theory & Its Applications» (Murasugi, 1996), однако в этом случае нет общего устоявшегося соглашения о нотации. Так, например, в другом классическом учебнике «Knot theory» Чарльза Ливингстона (Livingston, 1996) используются противоположные обозначения.
Конечно, в случае определения с помощью рисунка, всегда подразумевается, что соответствующим трилистником называется любой геометрический узел, объемлюще-изотопный геометрическому узлу, образ которого изображён на рисунке, а также соответствующий объемлюще-изотопический класс.
Нередко слова «левый» и «правый» в принципе оказываются опущены в изложении. В таком случае обычно один из двух трилистников называется «трилистником», а другой — его «зеркальным образом». Действительно, левый и правый трилистники являются зеркальными образами друг друга, то есть диаграмма, полученная одновременным переключением всех перекрёстков на произвольной диаграмме правого трилистника, оказывается диаграммой левого трилистника и наоборот (определение зеркального образа корректно, так как «зеркальные отражения» движений Рейдемейстера являются движениями Рейдемейстера).
Кроме того, нетривиальным результатом является и то, что подобная терминология в принципе осмыслена, а левый и правый трилистники — действительно различные нетривиальные узлы, то есть являются несовпадающими объемлюще-изотопическими классами геометрических узлов. Впервые этот результат получил Макс Ден в 1914 году, исследуя введенную им в этой же работе группу узла вместе с так называемой «периферической системой» в виде меридиана и параллели, однако со временем появились и другие, менее трудоёмкие способы различить два трилистника, к примеру раскраски узлов или полиномиальные инварианты.
Хотя визуальное определение и является наиболее распространённым, существует ряд и более аккуратных эквивалентных определений, пусть и задействующих некоторые дополнительные концепции.

### Косы

Двуниточная коса {\displaystyle \sigma ^{3}}

Правым трилистником называется любой геометрический узел, объемлюще изотопный замыканию Александера косы {\displaystyle \sigma ^{3}} с двумя нитями, а также соответствующий объемлюще-изотопический класс.

### Торические узлы

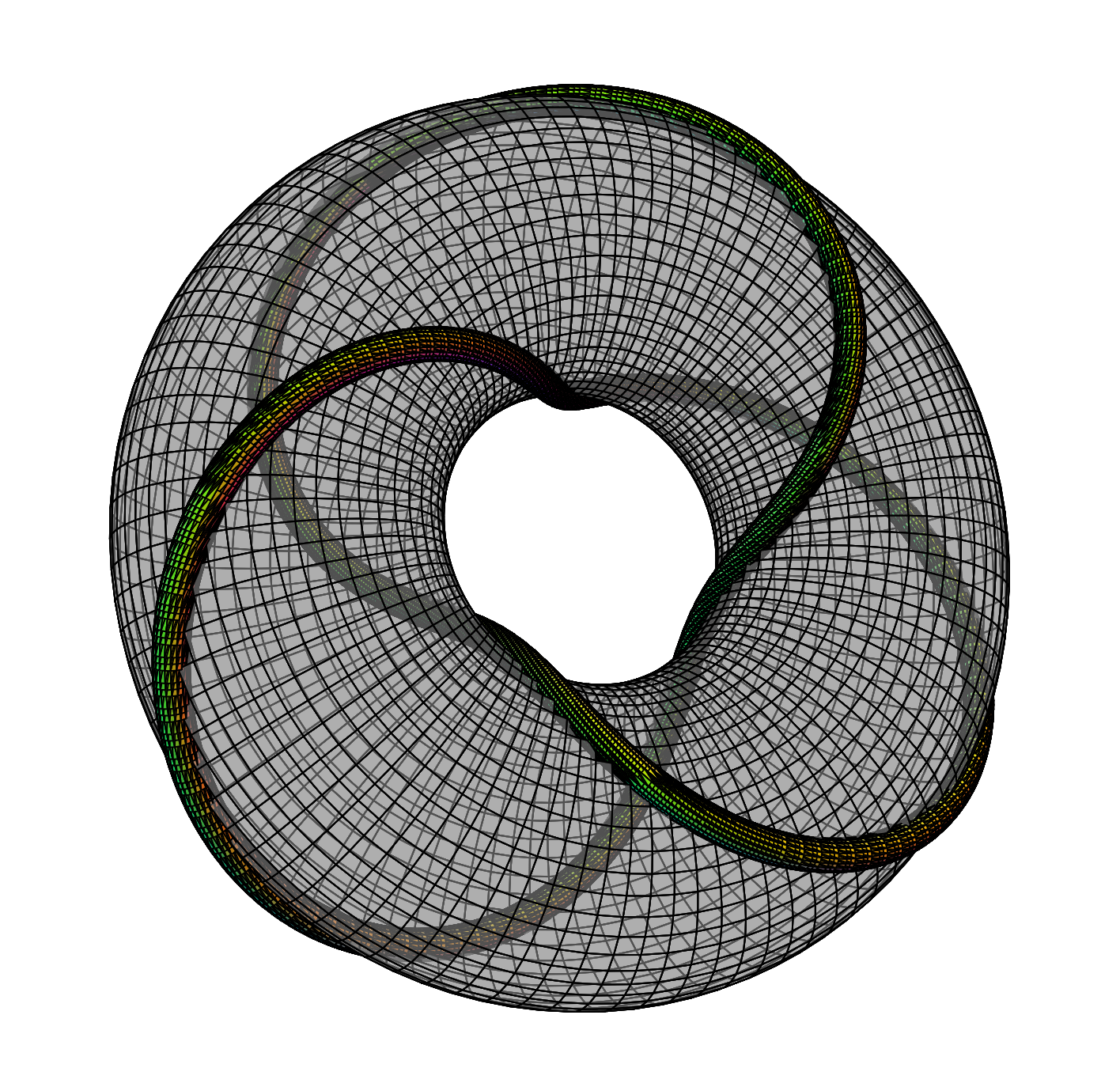
Правый трилистник, вложенный в тор

Правым трилистником называется торический узел {\displaystyle {\textrm {T}}(2,3)}. Иными словами, правым трилистником называется любой геометрический узел, объемлюще изотопный простой замкнутой кривой в {\displaystyle \mathbb {R} ^{3}\subset \mathbb {R} ^{3}\cup \{\infty \}\cong S^{3}}, заданной параметрически как
{\displaystyle {\begin{cases}x=(2+\cos 3t)\cos 2t,\\y=(2+\cos 3t)\sin 2t,\\z=-\sin 3t,\end{cases}}}
и лежащей на торе
{\displaystyle {\begin{cases}x=(2+\cos u)\cos v,\\y=(2+\cos u)\sin v,\\z=\sin u,\end{cases}}}
а также соответствующий объемлюще-изотопический класс.

### Рациональные тэнглы
Правым трилистником называется любой геометрический узел, объемлюще изотопный  числителю рационального тэнгла с дробью {\displaystyle -{\tfrac {3}{2}}}, а также соответствующий объемлюще-изотопический класс.
В каждом из приведённых выше случаев левый трилистник можно определить либо по аналогии, заменяя соответствующие знаки на противоположные, либо как зеркальный образ правого трилистника по определению.
Кроме того, заметим, что иногда термин «трилистник» всё таки имеет место быть без дополнительных уточнений. Дело в том, что всё изложенное выше (и далее) подразумевает работу с определением узла, основанном на понятии объемлющей изотопии. Существует также и эквивалентное этому определение, где под узлом также понимается некоторый класс эквивалентности геометрических узлов, но два геометрических узла теперь называются эквивалентными, если существует соответствующий гомеоморфизм пар (образ узла, трёхмерная сфера), переводящий образ одного геометрического узла в образ другого и сохраняющий ориентацию трёхмерной сферы. Однако в некоторых работах условие сохранения ориентации опускается, в связи с чем, оказывается допустимым гомеоморфизм, реализующий зеркальное отражение. Иными словами, в определении, не учитывающем сохранение ориентации, узел и его зеркальный образ являются одним и тем же узлом по определению. В частности, в таком определении левый и правый трилистники ничем не различаются и корректно использование одного слова для указания на любой из них. Но в связи с тем, что такое определение хоть и удобно для пользования в свете определенных задач и вопросов, но утрачивает достаточно широкий круг деталей, всё изложение настоящей статьи производится в объемлюще-изотопическом смысле.

## Свойства

### Комбинаторные

Двумостовая диаграмма правого трилистника.

- Правый и левый трилистники – единственные узлы, допускающие диаграмму с тремя перекрёстками, причем в обоих случаях эта диаграмма минимальна. Иначе говоря, трилистники – единственные узлы с числом перекрёстков равным {\displaystyle 3}.
- Правый и левый трилистники являются рациональными (или двумостовыми) узлами с дробями {\displaystyle -{\tfrac {3}{2}}} и {\displaystyle {\tfrac {3}{2}}} соответственно.

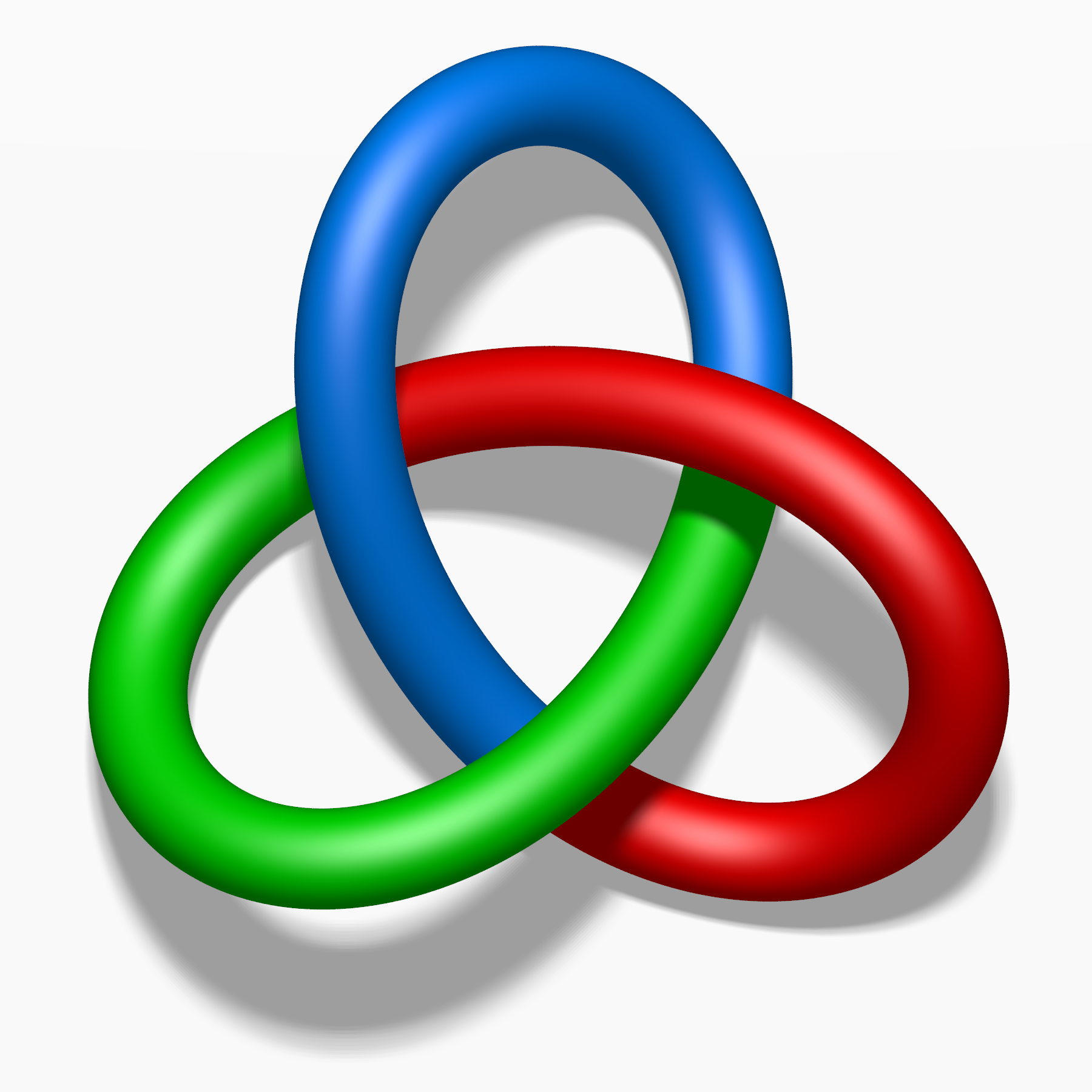
Левый трилистник, правильно раскрашенный в три цвета.

- Оба трилистника являются альтернированными узлами.

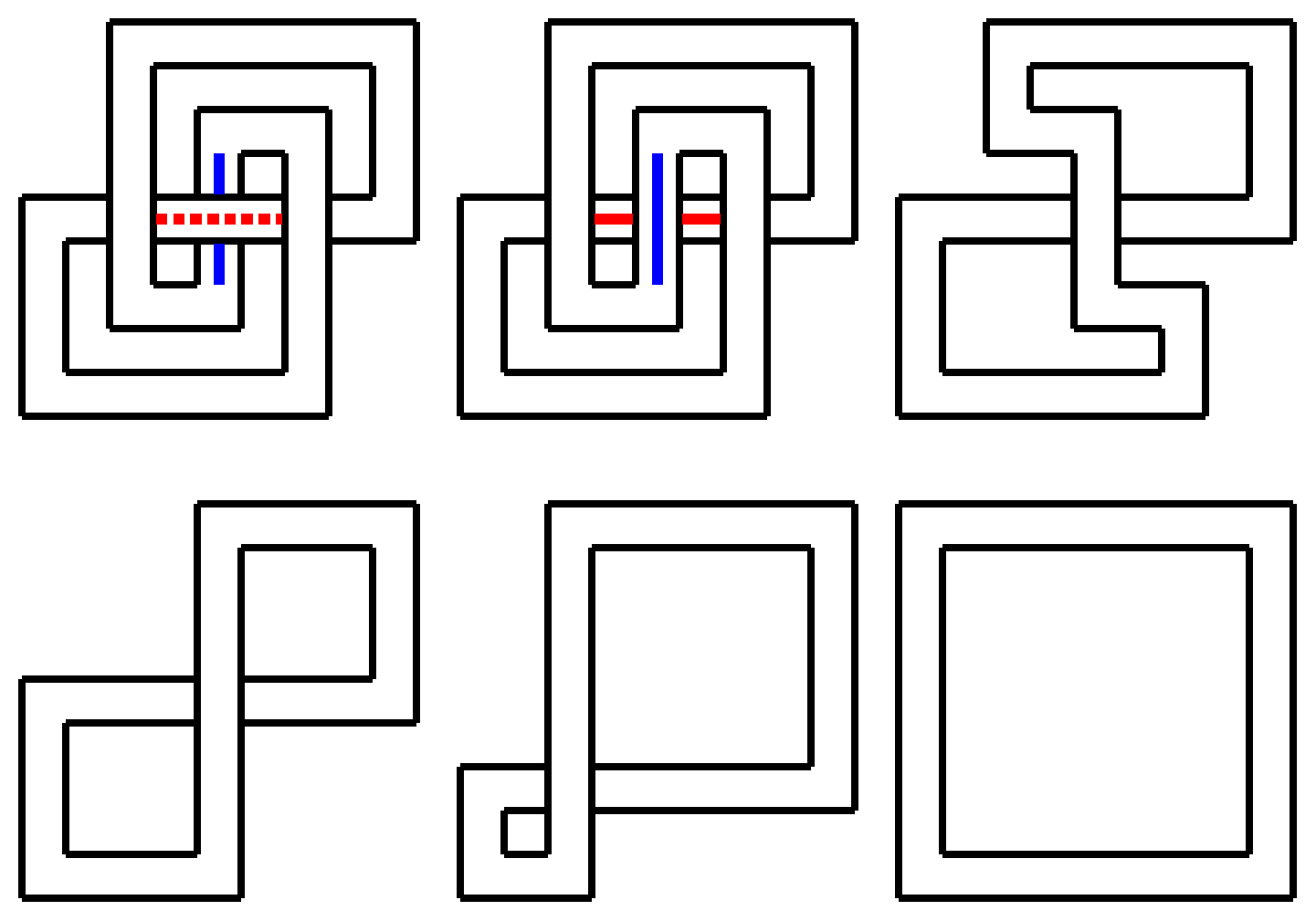
Правый трилистник превращается в тривиальный узел за одно переключение перекрёстков.

Правый трилистник, склеенный из шести отрезков.

- Оба трилистника имеют число развязывания, равное {\displaystyle 1}.

- Оба трилистника имеют число отрезков, равное {\displaystyle 6}, причём это наименьшее значение, которое принимает число отрезков на нетривиальных узлах. Кроме того, трилистники – единственные узлы с таким числом отрезков[18].
- Оба трилистника имеют индекс косы равный {\displaystyle 2}, так как правый трилистник можно определить как замыкание Александера косы  {\displaystyle \sigma ^{3}} с двумя нитями, а левый – как замыкание Александера косы {\displaystyle \sigma ^{-3}} с двумя нитями, а индекс косы нетривиального узла всегда больше или равен {\displaystyle 2}.

- Оба трилистника являются {\displaystyle 3}-раскрашиваемыми.
- Любой узел за конечное количество пасс-мувов можно преобразовать либо в тривиальный узел, либо в один из трилистников, причем трилистники тоже можно преобразовать друг в друга за конечное число пасс-мувов. Однако тривиальный узел нельзя преобразовать ни в левый, ни в правый трилистник за конечное число пасс-мувов. Более точно, гордиев граф преобразования пасс-мув имеет две компоненты связности, в одной содержится тривиальный узел, а в другой – оба трилистника. Если вершина гордиева графа пасс-мува, соответствующая некоторому данному узлу, в лежит в компоненте связности тривиального узла, то инвариант Арфа этого узла равен {\displaystyle 0}, а если в компоненте трилистников, то {\displaystyle 1}. Следовательно, оба трилистника имеют инвариант Арфа, равный {\displaystyle 1}. Это замечание, в частности, можно рассматривать как эквивалентное определение инварианта Арфа[19].
- Левый и правый трилистники не допускают зеркального сглаживания или, иначе говоря, не являются зеркально косметически эквивалентными. Это означает, что ни одна диаграмма правого трилистника не имеет такого перекрёстка, разрешение (сглаживание) которого бы дало диаграмму левого трилистника (и наоборот). Иными словами, в гордиевом графе {\displaystyle {\textrm {H}}(2)}-мува нет ребра, соединяющего трилистники[20].

Связная сумма двух левых трилистников, правильно раскрашенная в три цвета. Этот узел нельзя превратить в тривиальный с помощью одного переключения перекрёстков или одного -мува.

- Если {\displaystyle K^{n}} – узел, являющийся связной суммой {\displaystyle n} узлов, каждый из которых либо левый, либо правый трилистник, то его число развязывания и {\displaystyle {\textrm {H}}(2)}-число развязывания равны в точности {\displaystyle n} исходя из гомологической оценки Хоста-Наканиши-Таниямы. В частности, из этого факта следует, что гордиевы графы переключения перекрёстков и {\displaystyle {\textrm {H}}(2)}-мува имеют бесконечный диаметр[21].

### Топологические

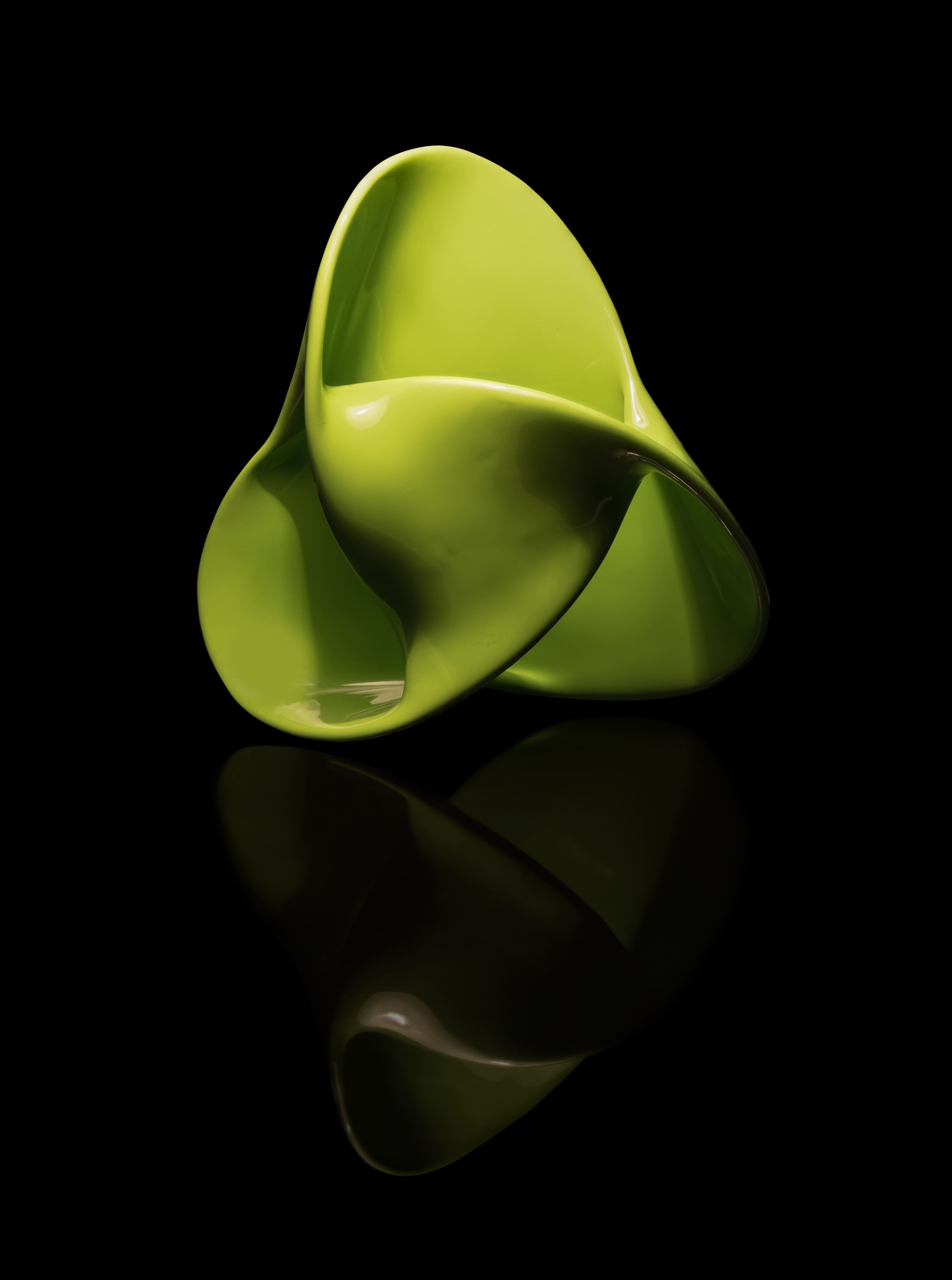
Поверхность Зейферта левого трилистника.

- Дополнения трилистников гомеоморфны (так как отражение является гомеоморфизмом). Оба трилистника имеют группу узла, допускающую копредставление {\displaystyle \langle x,y\mid x^{2}=y^{3}\rangle }. Другое копредставление этой же группы  {\displaystyle \langle x,y\mid xyx=yxy\rangle } говорит об изоморфности этой группы группе кос с тремя нитями. Эта связь объясняется гомотопической эквивалентностью конфигурационного пространства {\displaystyle {\textrm {UConf}}_{3}(\mathbb {R^{2}} )} трёх различных неупорядоченных точек на плоскости и внутренности дополнения трилистников.
- {\displaystyle n}-листное разветвлённое накрытие {\displaystyle S^{3}}, разветвлённое в правом трилистнике, гомеоморфно {\displaystyle n}-листному разветвлённому накрытию {\displaystyle S^{3}}, разветвлённому в левом трилистнике, и обычно обозначается через {\displaystyle \Sigma _{n}(3_{1})}. Эти пространства исследованы достаточно подробно, в частности, известны их фундаментальные группы и группы гомологий[22]. Так, при учёте обозначения {\displaystyle d={\textrm {gcd}}(n,3),} справедливо следующее,

{\displaystyle {\textrm {H}}_{1}(\Sigma _{n}(3_{1}))\cong {\begin{cases}\mathbb {Z} ^{d-1}\oplus \mathbb {Z} _{3/d}\,\,\,\,{\text{если}}\,\,n\,\,{\text{чётно}},\\\mathbb {Z} _{2}^{d-1}\,\,\,\,\,\,\,\,\,\,\,\,\,\,\,\,\,\,\,\,\,\,\,{\text{если}}\,\,n\,\,{\text{нечётно}}.\end{cases}}}
Некоторые из этих разветвлённых накрытий обладают необычными свойствами или являются особенными примечательными многообразиями. Так, например,
- двулистное накрытие {\displaystyle \Sigma _{2}(3_{1})} гомеоморфно линзовому пространству {\displaystyle {\textrm {L}}(3,1)},

- фундаментальная группа {\displaystyle \pi _{1}(\Sigma _{3}(3_{1}))} трёхлистного накрытия изоморфна группе кватернионов,

- фундаментальная группа {\displaystyle \pi _{1}(\Sigma _{4}(3_{1}))} четырёхлистного накрытия изоморфна бинарной группе тетраэдра,

- пятилистное накрытие {\displaystyle \Sigma _{5}(3_{1})} гомеоморфно гомологической сфере Пуанкаре, а его фундаментальная группа {\displaystyle \pi (\Sigma _{5}(3_{1}))} изоморфна бинарной группе икосаэдра,

- {\displaystyle (6n+1)}-листные накрытия {\displaystyle \Sigma _{6n+1}(3_{1})} являются попарно негомеоморфными гомологическими сферами,

- {\displaystyle n}-листное накрытие {\displaystyle \Sigma _{n}(3_{1})} гомеоморфно многообразию Брискорна {\displaystyle {\textrm {W}}(n,3,2)}.

- Оба трилистника имеют род, равный {\displaystyle 1}.
- Оба трилистника имеют туннельное число, равное {\displaystyle 1}[27].
- Оба трилистника не являются ни срезанными (например, потому что их сигнатуры не равны нулю), ни топологически срезанными узлами. Оба имеют срезанный род, равный {\displaystyle 1}, и топологический срезанный род, равный {\displaystyle 1}[28].
- Оба трилистника являются расслоенными узлами[29].
- Правый трилистник используется для построения многообразия Черна. Говоря более подробно, правый трилистник с оснащением {\displaystyle 1} задаёт приклеивание четырёхмерной {\displaystyle 2}-ручки к четырёхмерному шару. Получающееся после приклеивания {\displaystyle 4}-многообразие обычно называют {\displaystyle 1}-следом правого трилистника. Трёхмерное многообразие, являющееся границей {\displaystyle 1}-следа правого трилистника, является гомологической сферой, а значит, по результату Михаэля Фридмана, ограничивает топологически стягиваемое {\displaystyle 4}-многообразие {\displaystyle \Delta ^{4}}. Тогда многообразие Черна определяется как склейка по границе {\displaystyle 1}-следа правого трилистника и многообразия {\displaystyle \Delta ^{4}}[30].
- Луис Мозер получил полное описание всех возможных пространств, которые получаются из трёхмерной сферы хирургией Дена с коэффициентом {\displaystyle (p,q)} по торическому узлу {\displaystyle {\textrm {T}}(a,b)}, то есть, в частности и по трилистникам[31].

### Геометрические
- Оба трилистника имеют дуговой индекс, равный {\displaystyle 5}, и допускают {\displaystyle 3}-страничное представление[28][32].
- Правый и левый трилистники являются торическими узлами {\displaystyle {\textrm {T}}(2,3)} и {\displaystyle {\textrm {T}}(2,-3)} соответственно.

### Алгебраические
- Оба трилистника являются простыми узлами (например, так как трилистники имеют род {\displaystyle 1}, а род аддитивен относительно связного суммирования).
- Правый трилистник имеет сигнатуру, равную {\displaystyle -2}, а левый – равную {\displaystyle 2}. Оба трилистника имеют детерминант, равный {\displaystyle 3}[33][34].

|                   | Многочлен Александера     | Многочлен Джонса                     | Многочлен Кауфмана                                                     | HOMFLY-PT                                   |
| ----------------- | ------------------------- | ------------------------------------ | ---------------------------------------------------------------------- | ------------------------------------------- |
| Правый трилистник | {\displaystyle 1-t+t^{2}} | {\displaystyle t+t^{3}-t^{4}}        | {\displaystyle a^{-2}z^{2}+a^{-4}z^{2}+a^{-3}z+a^{-5}z-2a^{-2}-a^{-4}} | {\displaystyle -a^{-4}+a^{-2}z^{2}+2a^{-2}} |
| Левый трилистник  | {\displaystyle 1-t+t^{2}} | {\displaystyle t^{-1}+t^{-3}-t^{-4}} | {\displaystyle a^{5}z+a^{4}z^{2}-a^{4}+a^{3}z+a^{2}z^{2}-2a^{2}}       | {\displaystyle -a^{4}+a^{2}z^{2}+2a^{2}}    |

### Симметрии
Оба трилистника являются двусторонними узлами, иначе говоря:
- Оба трилистника являются обратимыми узлами, то есть два геометрических узла, представляющих объемлюще-изотопический класс правого трилистника, с введёнными на них противоположным образом ориентациями являются объемлюще-изотопными с сохранением ориентации, то есть в процессе объемлющей изотопии один ориентированный геометрический узел переходит в другой таким образом, что в итоге совпадут не только их образы, но и ориентации (аналогично для левого). Кроме того, оба трилистника являются строго обратимыми.
- Оба трилистника являются хиральными узлами, то есть правый трилистник и его зеркальный образ (левый трилистник) являются несовпадающими объемлюще-изотопическими классами геометрических узлов (аналогично для левого).

Кроме того, оба трилистника являются периодическими с периодом {\displaystyle 3}.

## Трилистники в других областях знаний

### Молекулярная биология

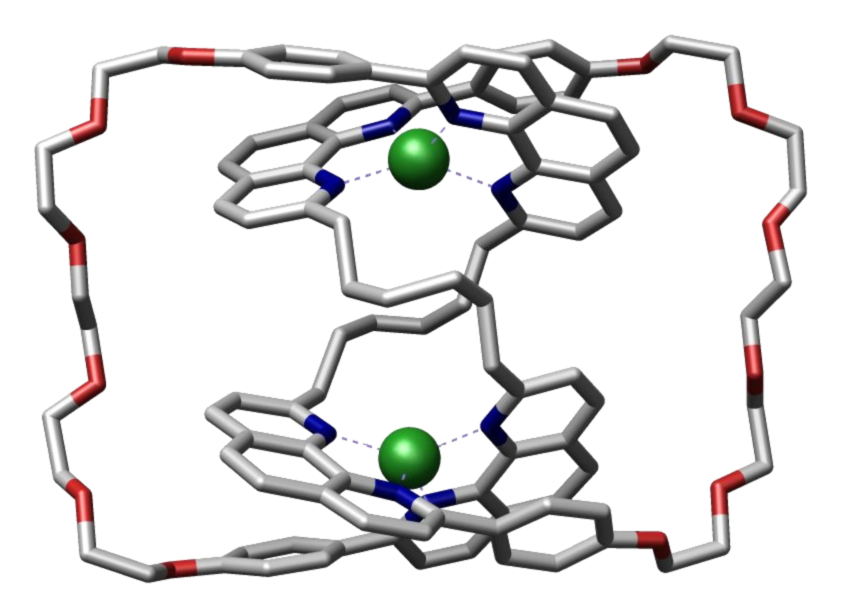
Кристаллическая структура левого молекулярного трилистника с двумя ионами меди(I), открытого Ж.-П. Соважем и коллегами.

С восьмидесятых годов двадцатого века в молекулярной биологии активно исследуются механически соединённые молекулярные структуры, аналогичные обыкновенным макроскопическим узлам – молекулярные узлы. Трилистники, как наиболее геометрически простые узлы, нередко оказываются выделены как непосредственно природно, так и в процессе исследований. Так, например, трилистники являются самой распространённой формой заузливания белков в естественной природе, а первым искусственно синтезированным молекулярным узлом был левый трилистник, полученный Жан-Пьером Соважем и коллегами в 1989 году.

### Зоология

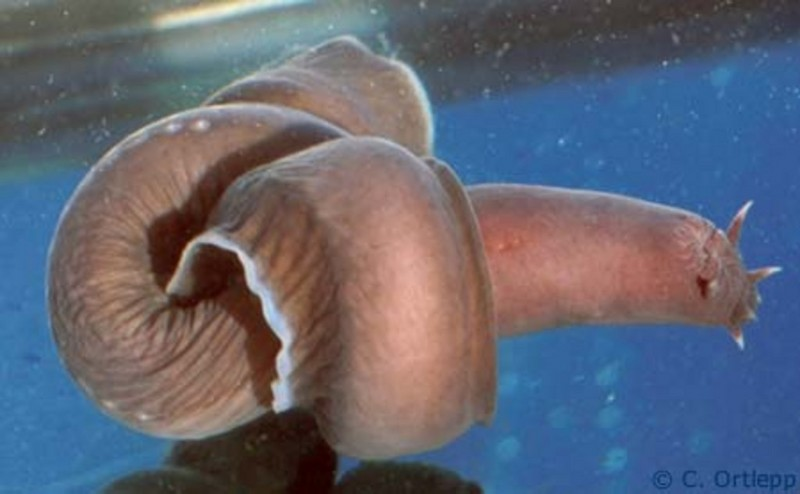
Миксина, завязавшая свое тело в правый трилистник.

Глубоководные бесчелюстные существа миксины обладают способностью завязывать собственное длинное и гибкое тело в узел трилистник (чаще всего левый), причем эта способность носит вполне утилитарный характер. Так, например, если миксине грозит опасность, она завязывает собственный хвост узлом, выделяет ядовитый слизистый секрет и начинает продвигать узел далее по телу, нанося секрет по всей его длине и обволакивая себя ядовитым коконом из слизи. Позже аналогичным образом миксина очищает себя от слизистого покрытия, сдвигая узел из собственного тела в обратную сторону.

### Психоанализ Лакана

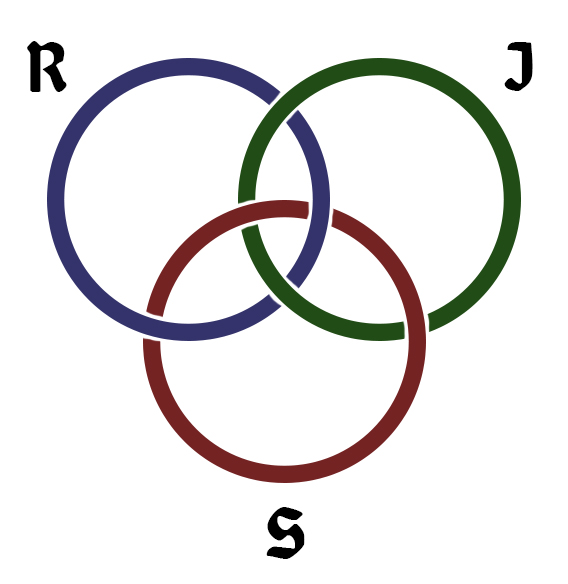
Реальное (R), Воображаемое (I) и Символическое (S) представлены в виде Колец Борромео.

В психоаналитической теории Лакана идея «узла-трилистника» играет ключевую роль в описании структуры паранойи. Впервые Лакан упоминает узел трилистник (здесь и далее без уточнения о том, правый или левый), на семинаре RSI (22 семинар) в 1974 году, где сообщает, что этот узел тесно связан с зацеплением Борромео – трилистник получается из зацепления Борромео путем переклеивания нитей в трёх перекрёстках – между Воображаемым и Реальным, между Символическим и Воображаемым и между Реальным и Символическим. Лакан подчеркивает, что после этого преобразования утрачивается наличие трёх компонент, «регистры больше не могут быть дифференцированы», но «форма» зацепления Борромео остаётся, и всё ещё можно определить «местоположение четырёх отверстий, в которых находятся различные типы наслаждения». Такое преобразование он называет «непрерывностью» или «интерференцией между регистрами». Связь трилистника с паранойей объясняется уже в 23 семинаре в 1975 году: «если субъект связывает в тройку воображаемое, символическое и реальное, то он поддерживается только своей непрерывностью, эти три составляют одну и ту же последовательность. И это то, из чего состоит паранойяльный психоз». Эту идею развивает Жан-Мишель Вапперо в своей работе «Узел», где говорит об узле трилистнике как о паранойяльном бреде.
Не смотря на широкую популярность и культовый статус теоретико-узлового метода Лакана среди его учеников и последователей, научная общественность скептически относится к подобного рода исследованиям, ставя под сомнение не только уместность пространных аналогий между топологическими объектами и психическими состояниями, но и в принципе осмысленность тех или иных терминов, предложений или даже текстов Лакана. Так, например, Жан Брикмон и Алан Сокал в своей работе «Интеллектуальные уловки: критика современной философии постмодерна» резюмируют математическую составляющую работ Лакана следующим образом: «…его аналогии между психоанализом и математикой невообразимо произвольны, и он не даёт им абсолютно никакого концептуального или эмпирического оправдания. В конечном счёте, мы думаем, что вышеприведённые тексты служат красноречивым свидетельством выставленной напоказ поверхностной эрудиции и манипулирования фразами, лишёнными смысла...».

## Символические изображения трилистников

### Искусство, религия и культура

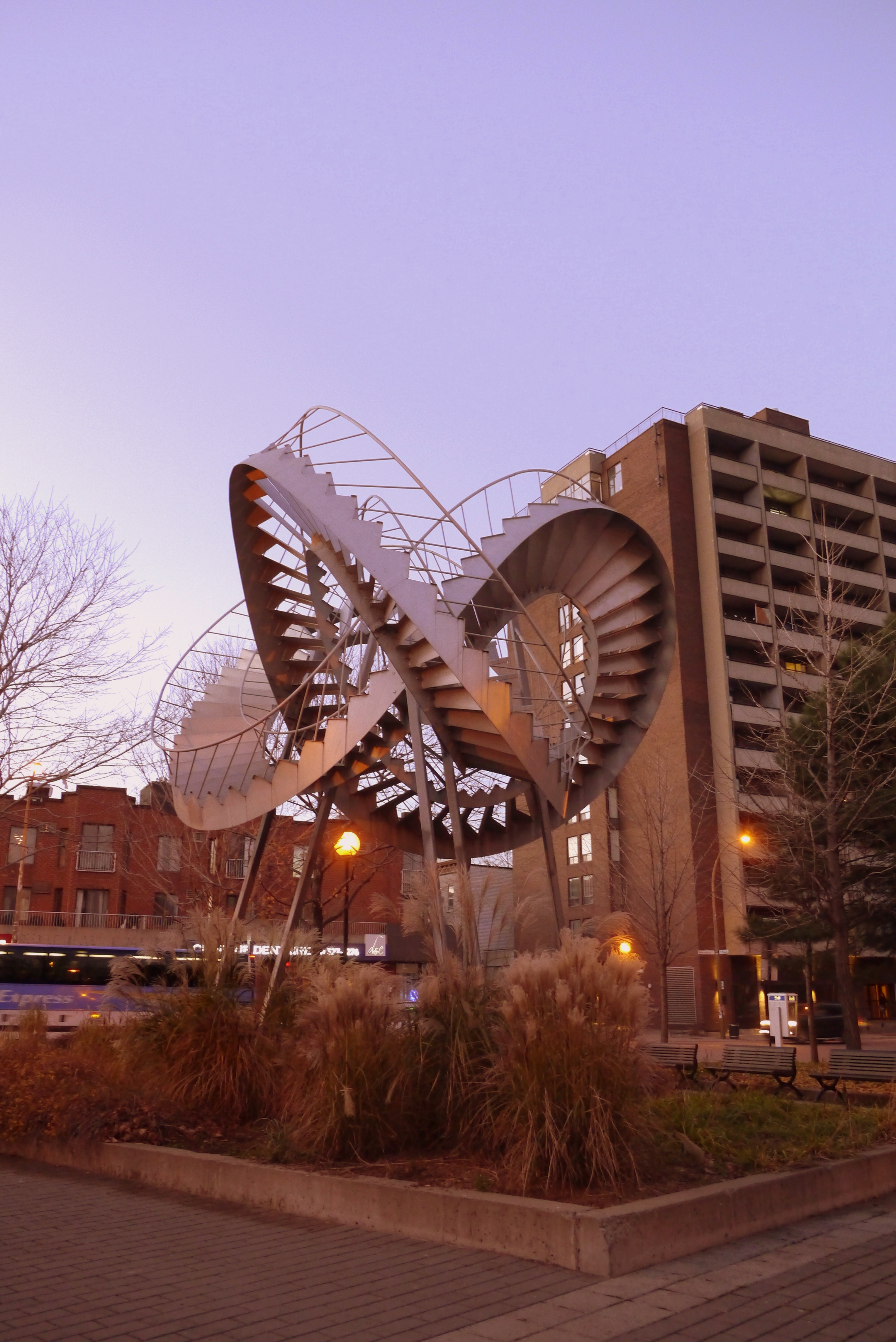
Скульптура Мишеля де Бройна «Révolutions» в форме правого трилистника, парк Maisonneuve-Cartier, Монреаль, Канада
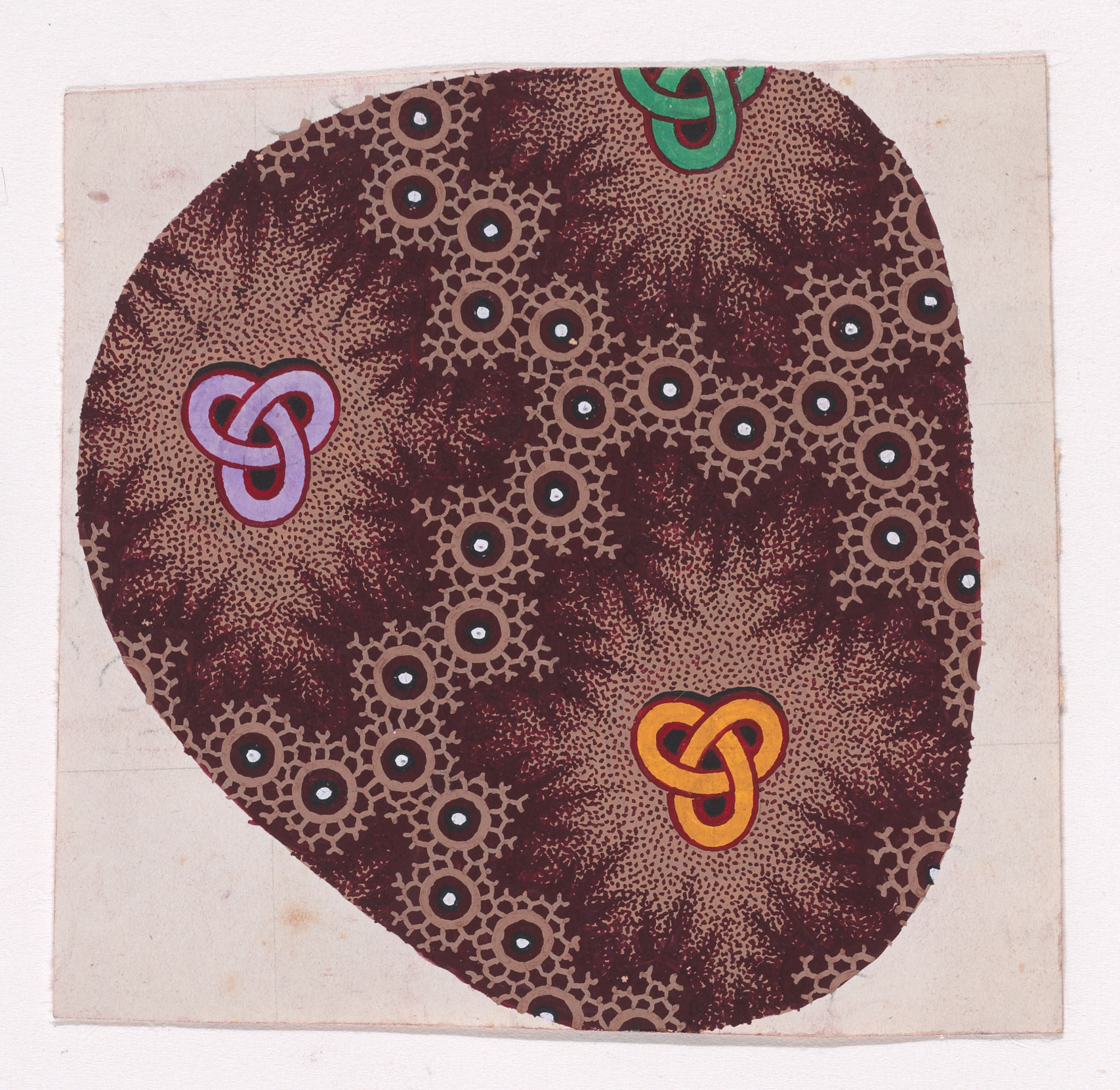
Текстильный дизайн с левыми трилистниками в обрамлении переплетающегося сотового узора с жемчугами, изготовлен в Мюлузе, Эльзас, 1840 год, экспонат Метрополитен-музея
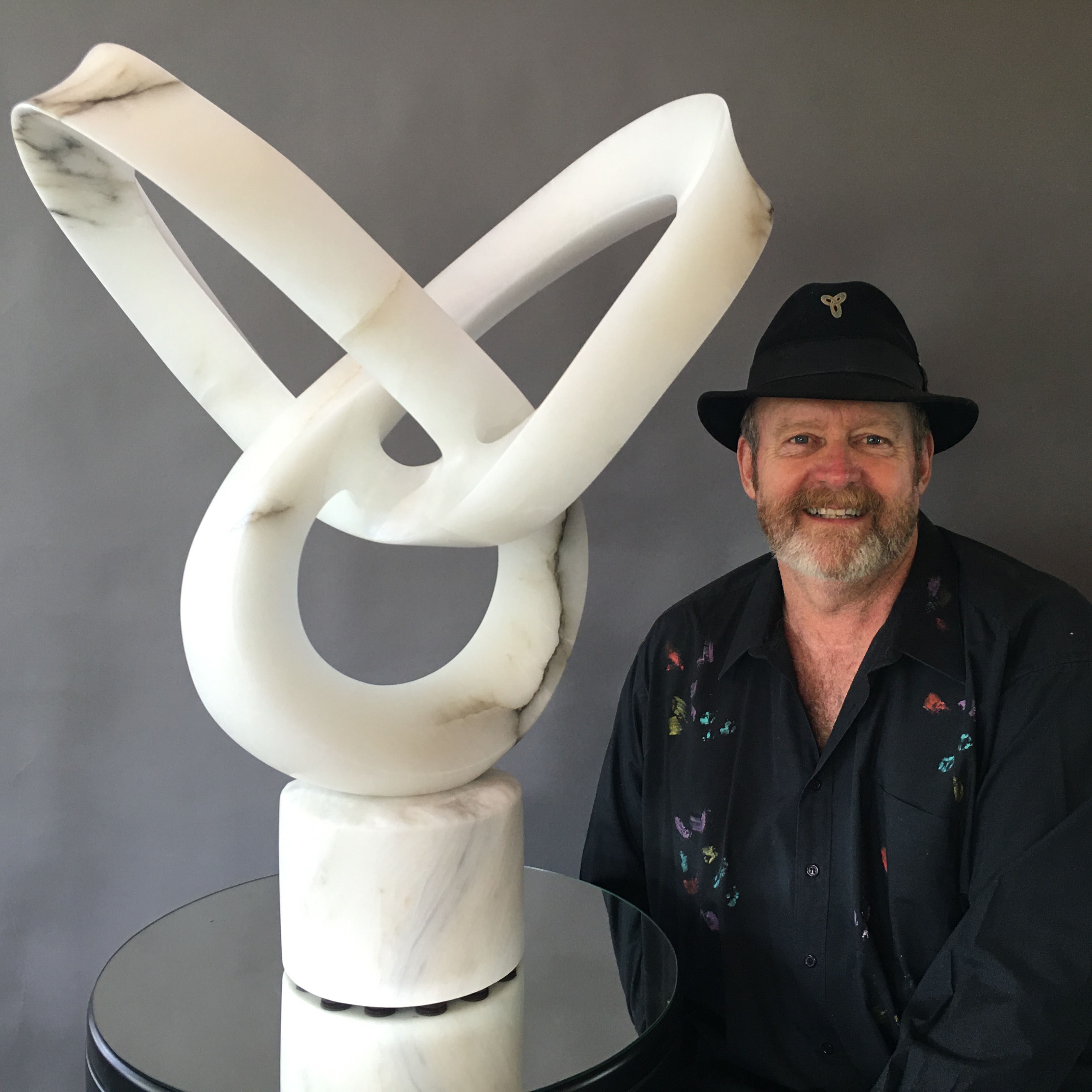
Скульптура «VALKYRE» в виде правого трилистника и её автор, американский скульптор T Barny
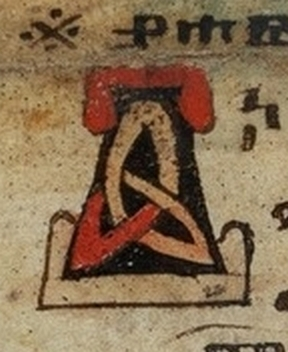
Орнаментальный левый трилистник на странице Паренесиса Ефрема Сирина, XI век, Библиотека РАН
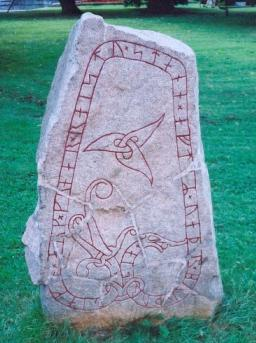
Левый трилистник как элемент Уппландской рунической надписи номер 937, Университетский парк, XI век, Уппсала, Швеция
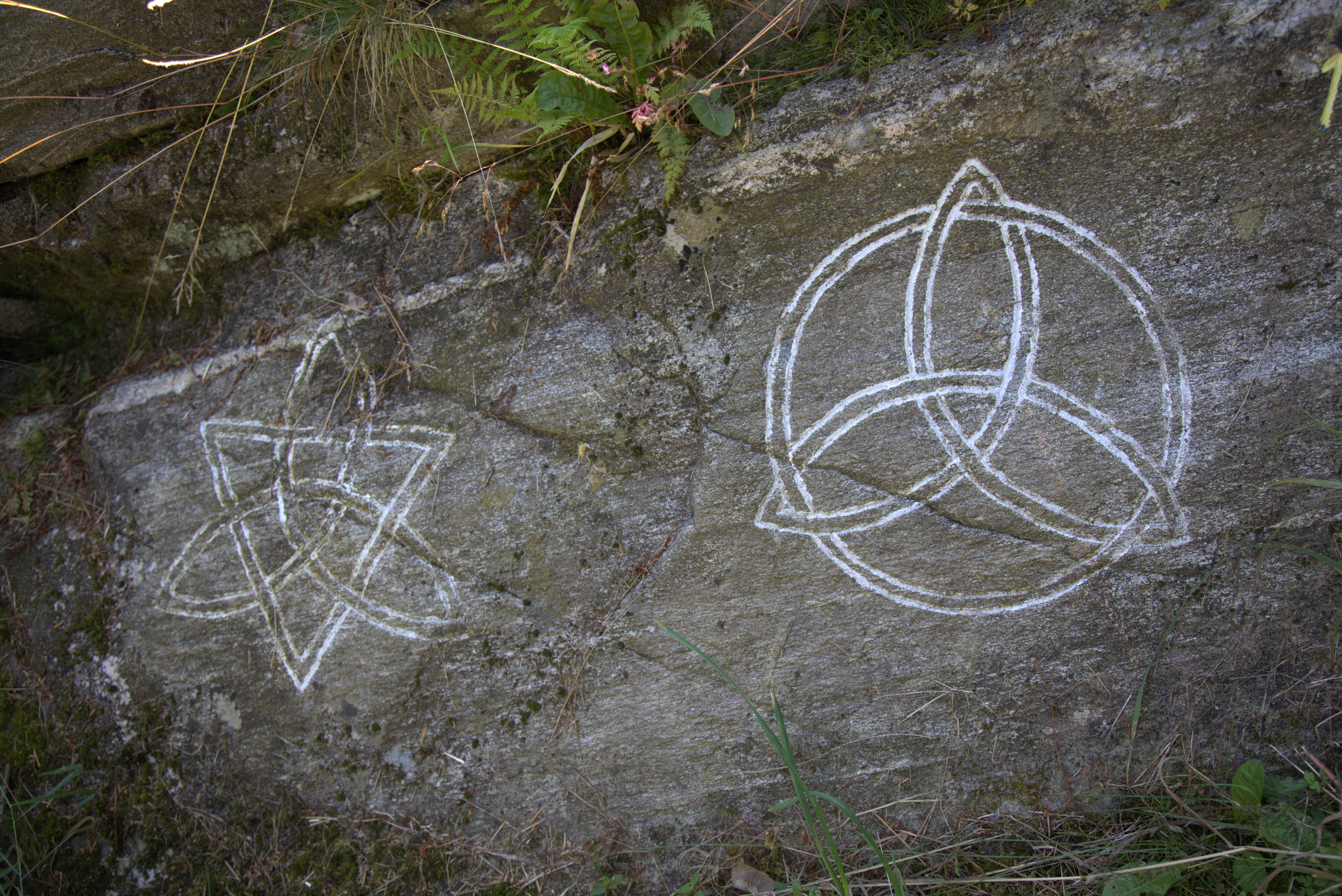
Левый и правый трилистники как части двукомпонентых зацеплений с тривиальным узлом, вырезанные на камне проповедником Георгом Густавссоном, XX век, Швеция
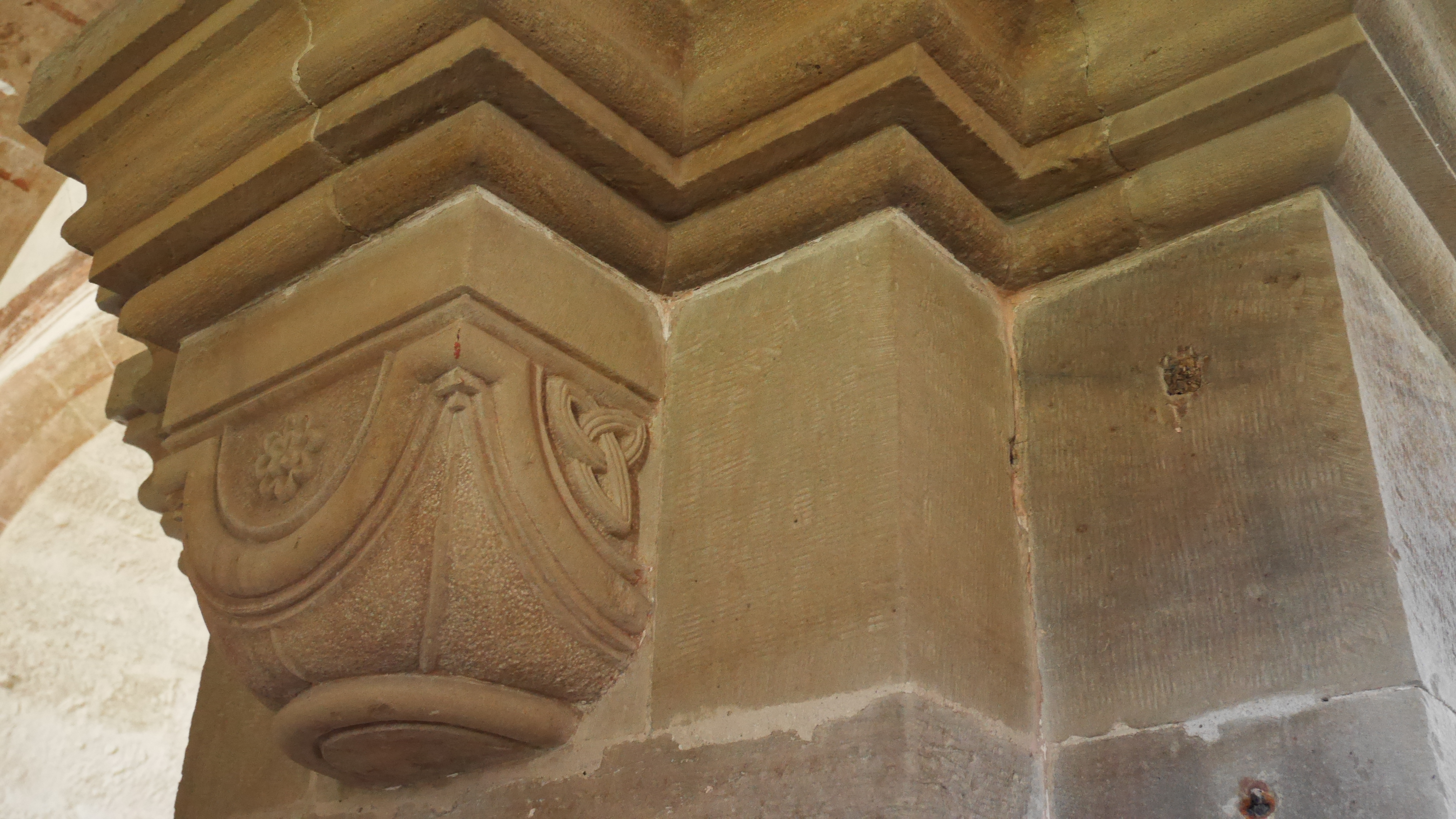
Левый трилистник на капители Маульброннского монастыря, 1147 год, Германия
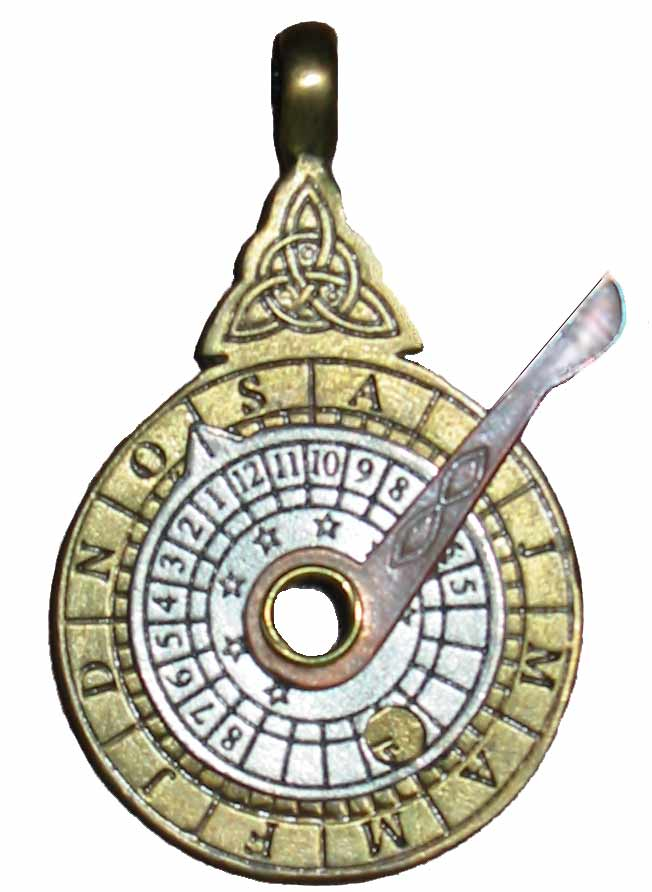
Двукомпонентное зацепление из левого трилистника и тривиального узла на ноктурлабиуме
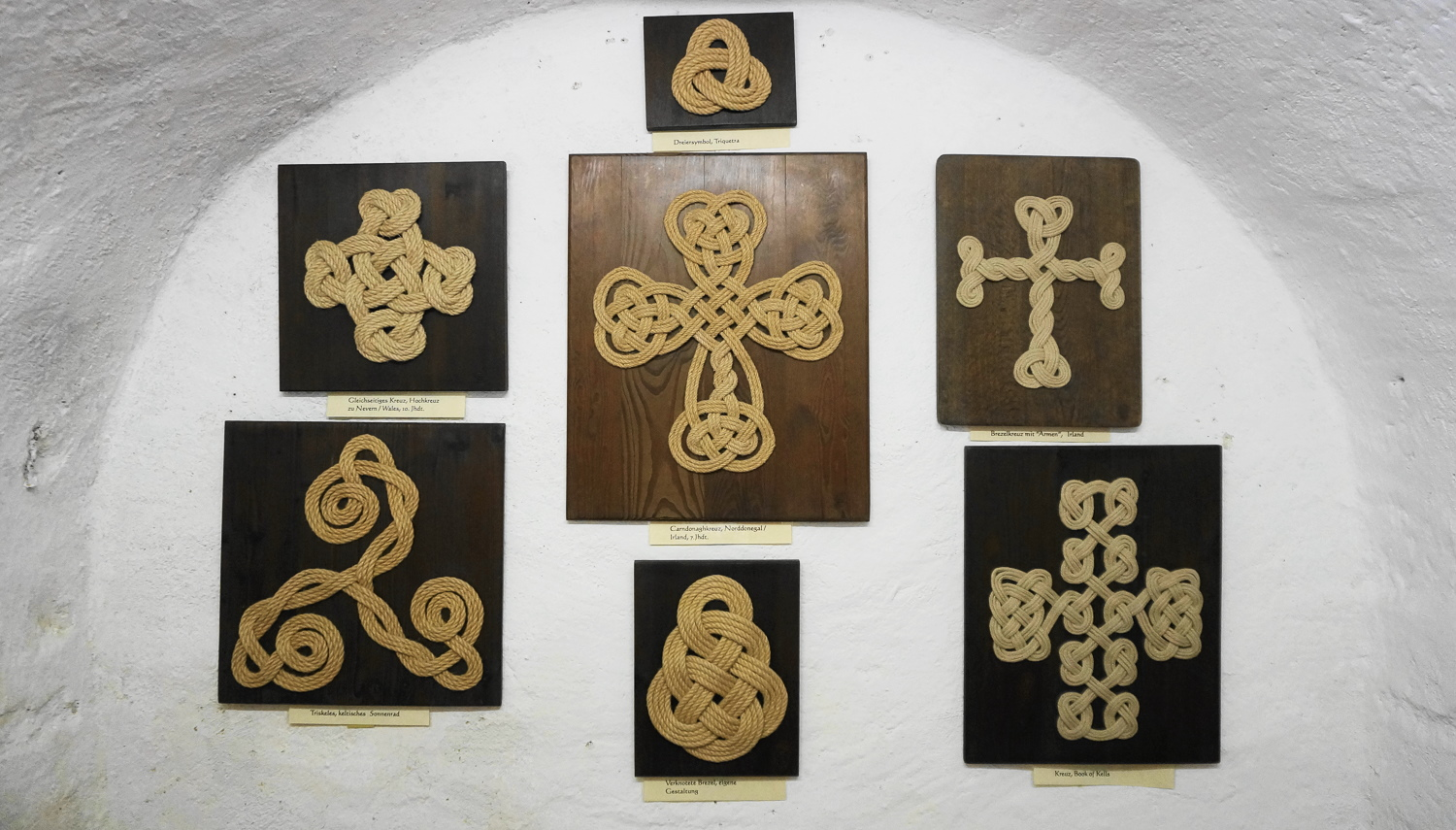
Каролингское плетение в форме правого трилистника (самый верхний экспонат), музей аббатства Мильштатт, Каринтия, Австрия
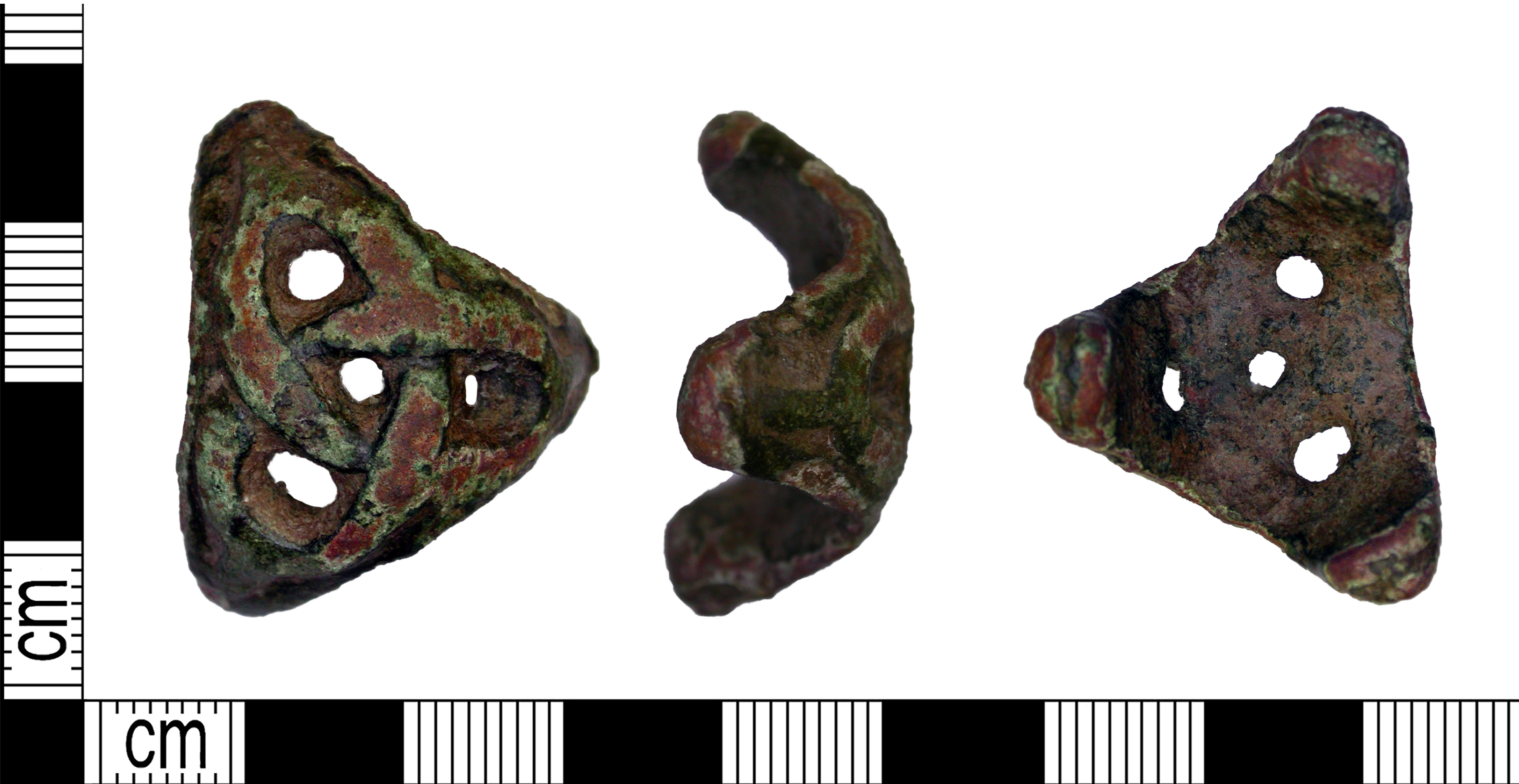
Крепление из медного сплава в виде левого трилистника, раннее средневековье, 700-1000 годы, найдено в графстве Лестершир, Великобритания
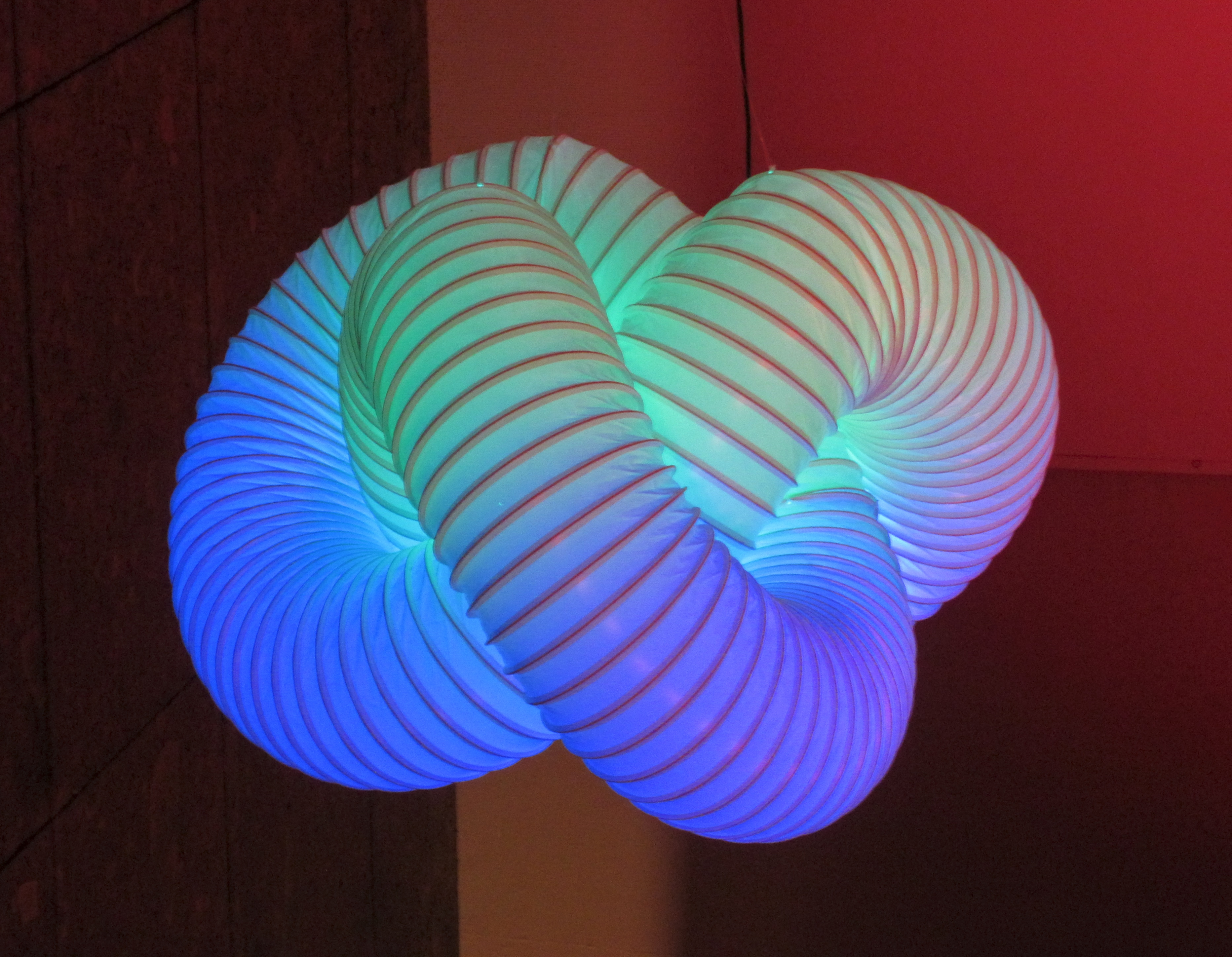
Лампа в виде правого трилистника на Всемирном конгрессе хакеров 31C3 в Гамбурге, Германия
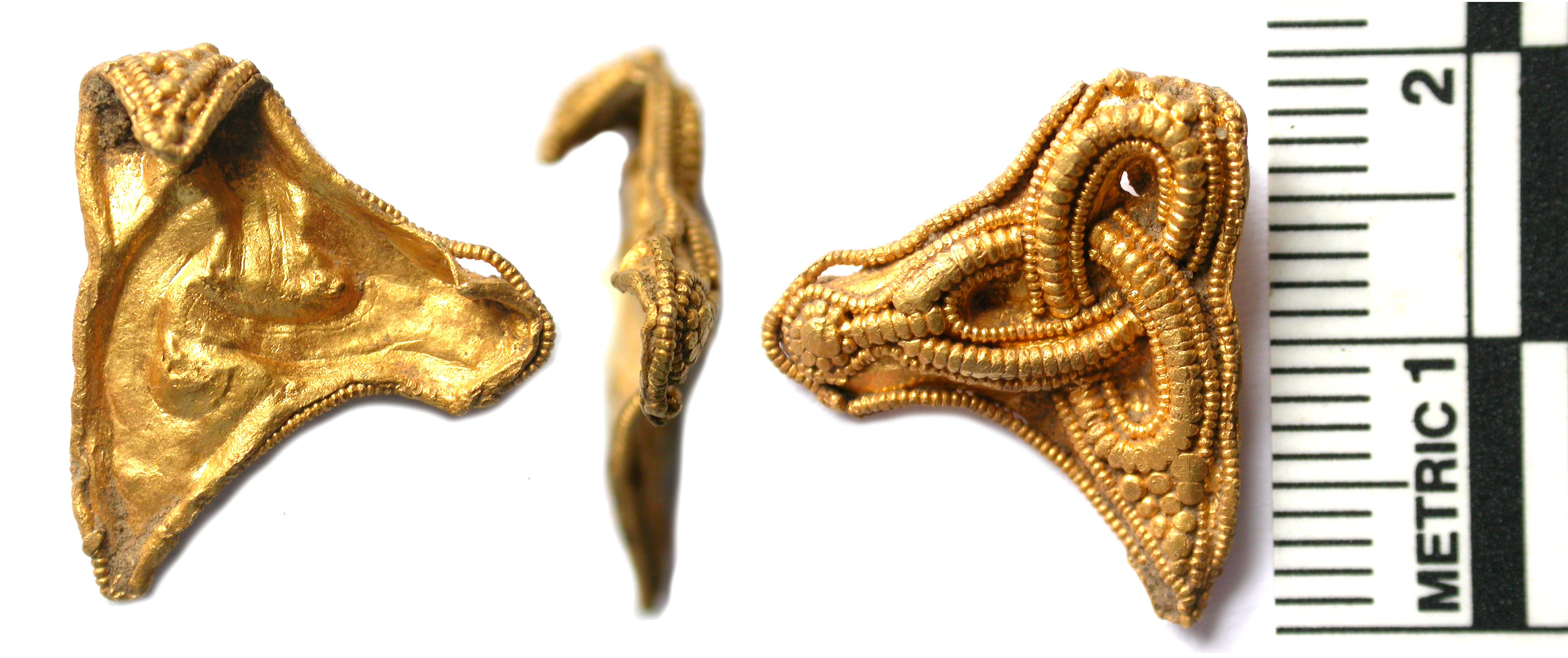
Золотая оправа в виде левого трилистника, раннее средневековье, 575-700 годы, найдена в графстве Норфолк, Великобритания
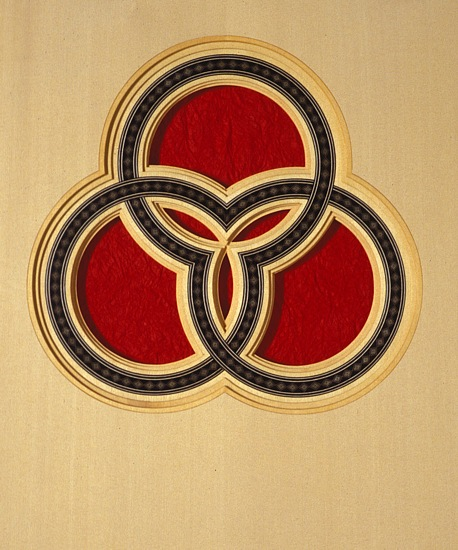
Правый трилистник в работе по дереву Эрвина Шомоджи, смешение классического японского и готического стилей
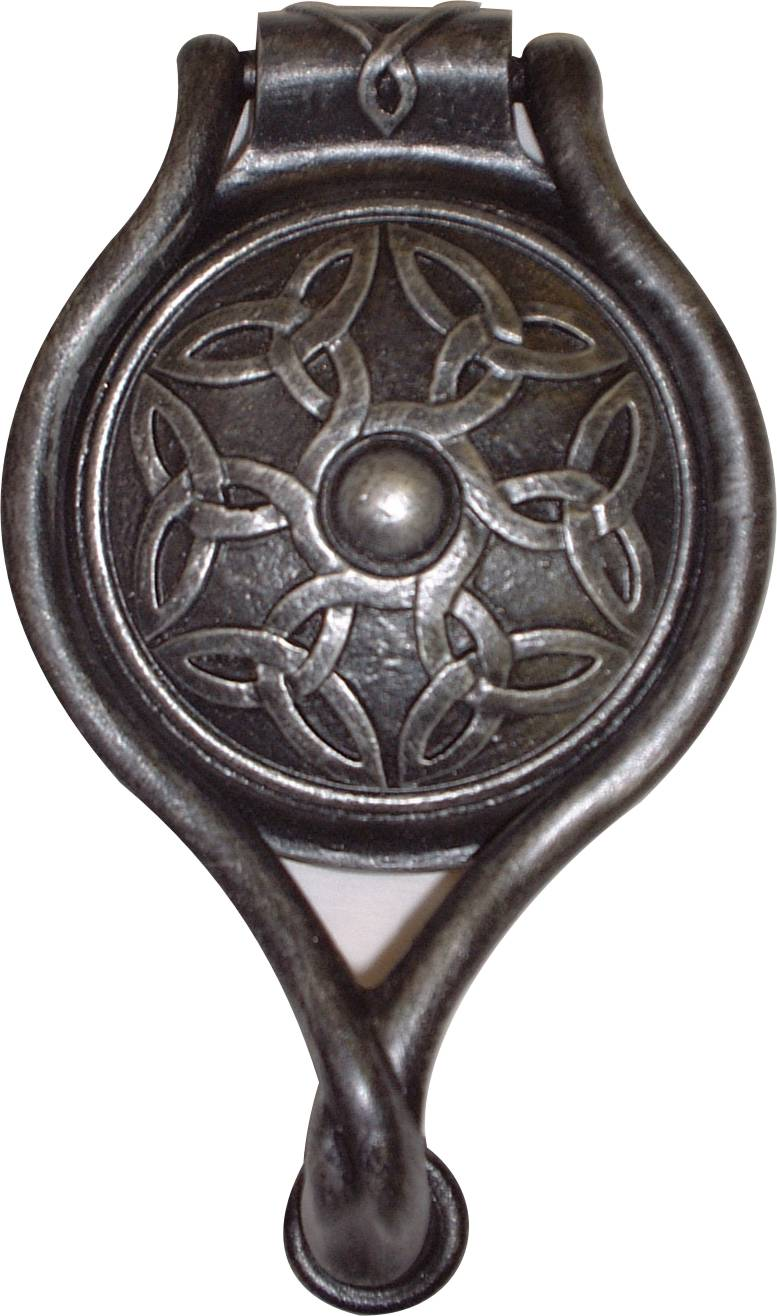
Связная сумма шести правых трилистников на кельтском дверном молотке за авторством дизайнера Робина Ламли
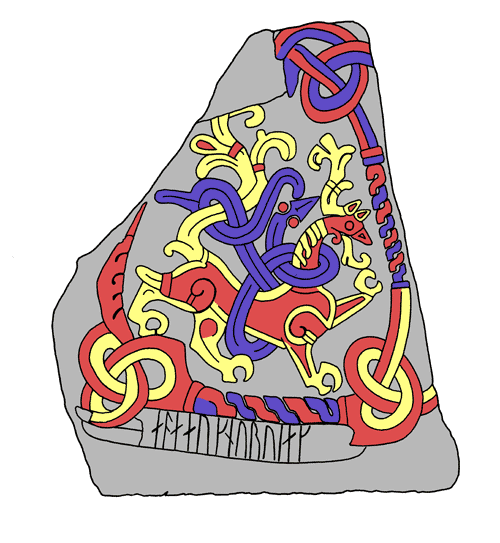
Левый трилистник на цветной реставрации рунического камня Харальда I Синезубого,  970-986 годы, Еллинг, Дания
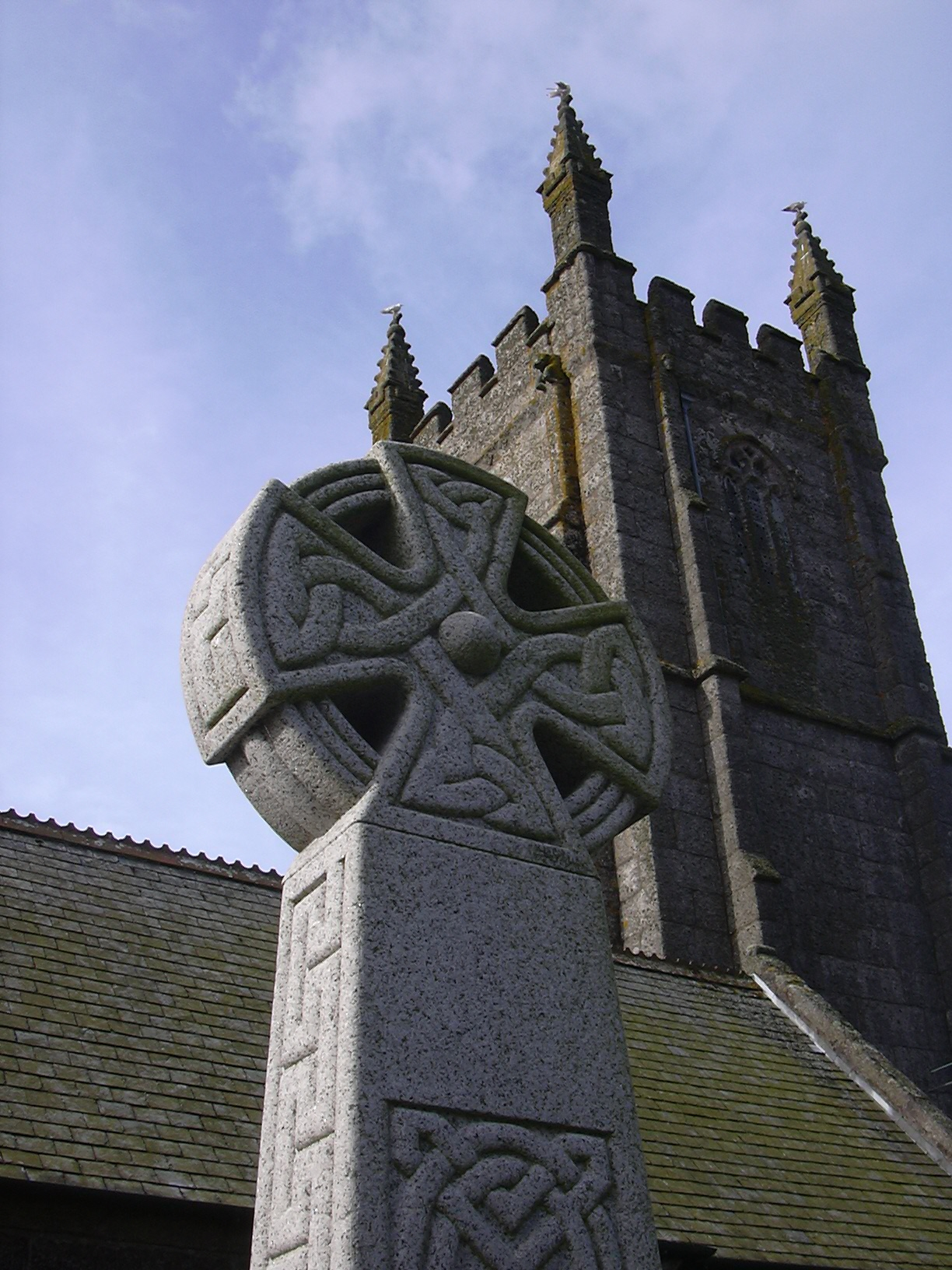
Связная сумма четырёх левых трилистников на военном мемориале, созданном Elkana Symonds, кладбище у церкви Святого Константина, 900-1300 годы, деревня Константин, район Керриер, графство Корнуолл, Великобритания
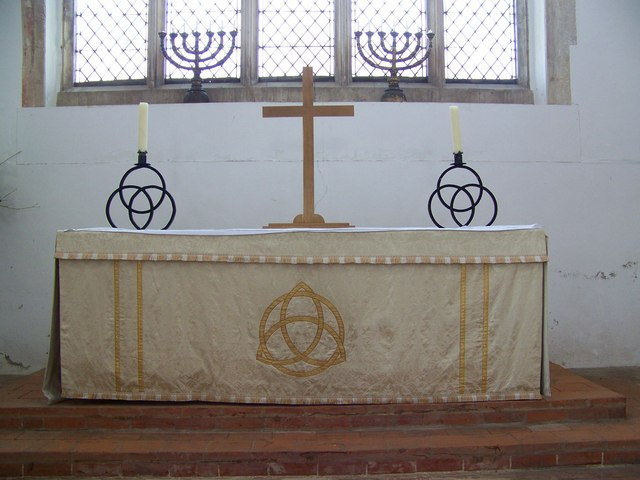
Зацепление из правого трилистника и тривиального узла на алтаре церкви Святой Троицы, деревня Блитбург, графство Суффолк, Великобритания
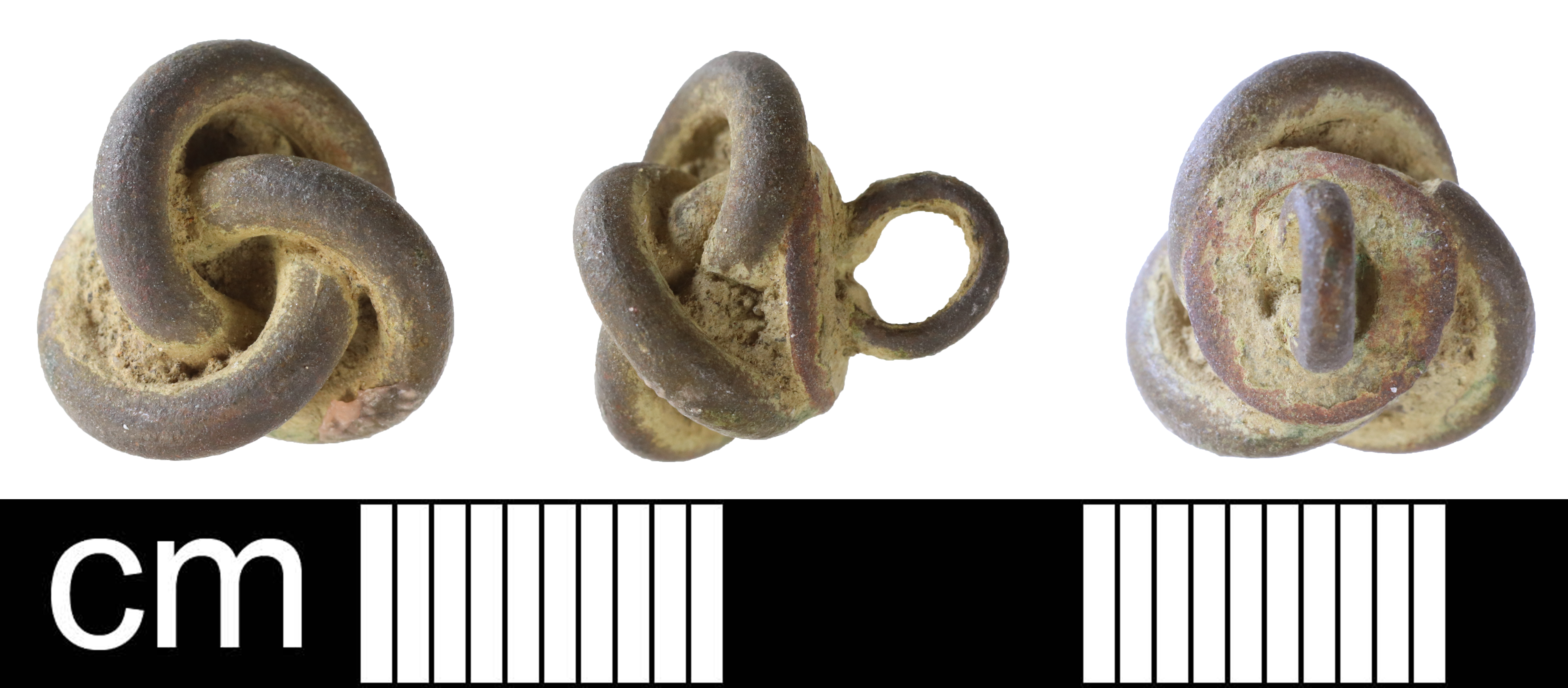
Пост-средневековая медная пуговица в виде левого трилистника, 1500-1600 годы, найдена в графстве Норфолк, Великобритания
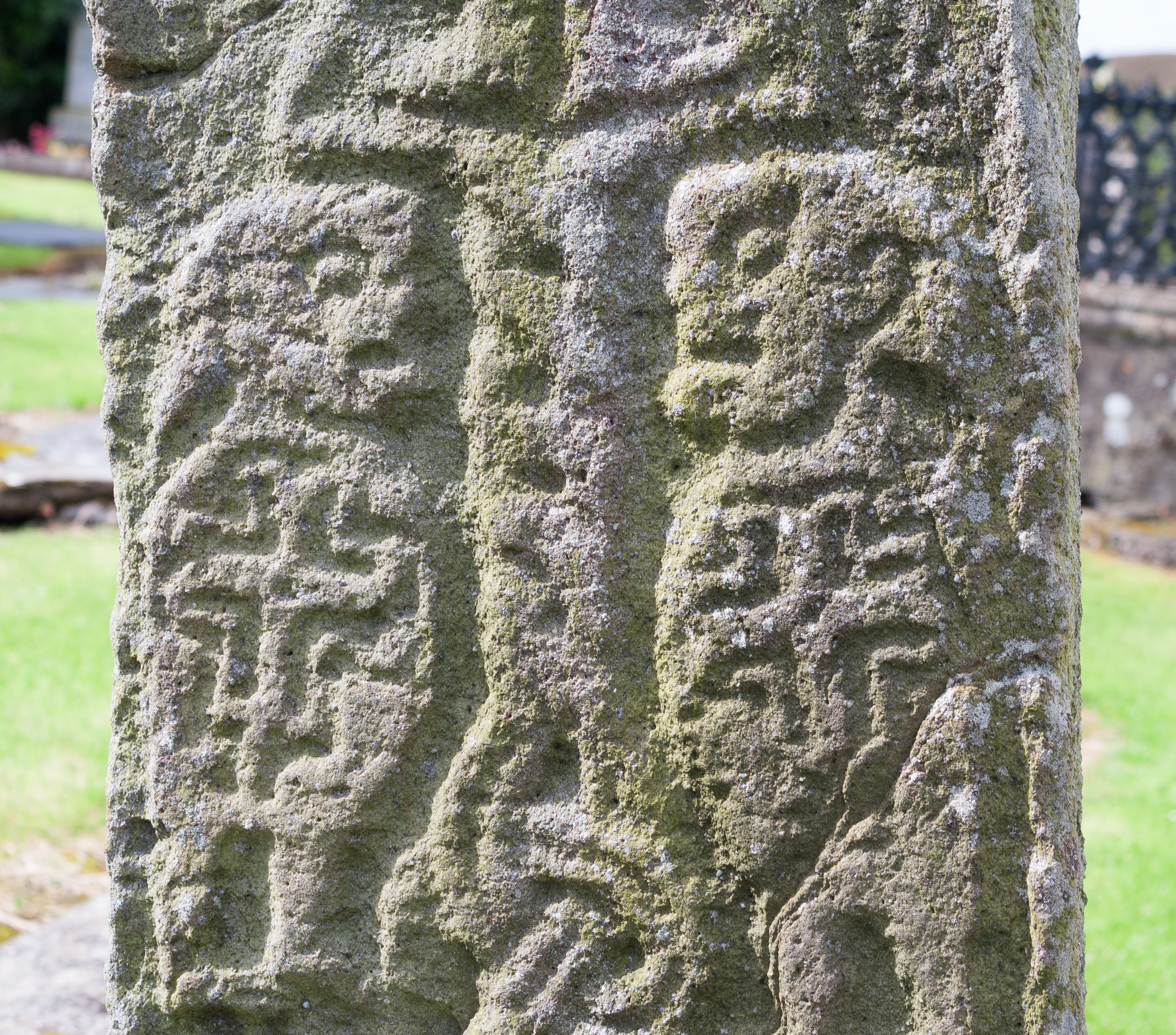
Левый трилистник на центральной панели восточной грани камня Календулы, 730-e годы, Карндона, графство Донегол, провинция Ольстер, Ирландия
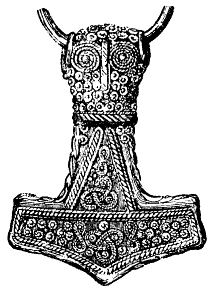
Левый трилистник на позолоченном серебряном амулете в виде молота бога Тора – Мьёльнира, найден в городке Бредсеттра на острове Эланд, Швеция
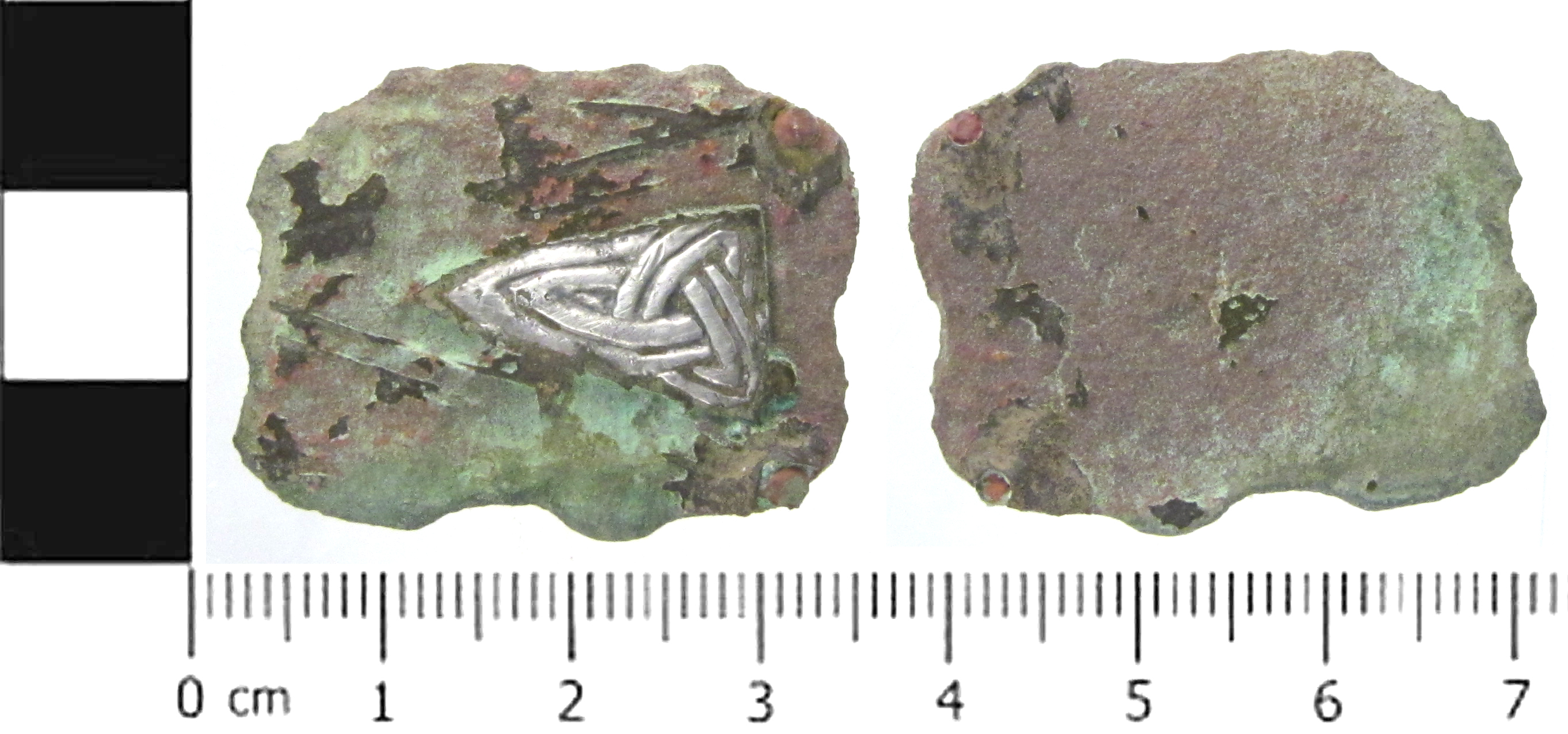
Медная пряжка с серебряным левым трилистником, 650-850 годы, найдена в графстве Северный Йоркшир, Великобритания
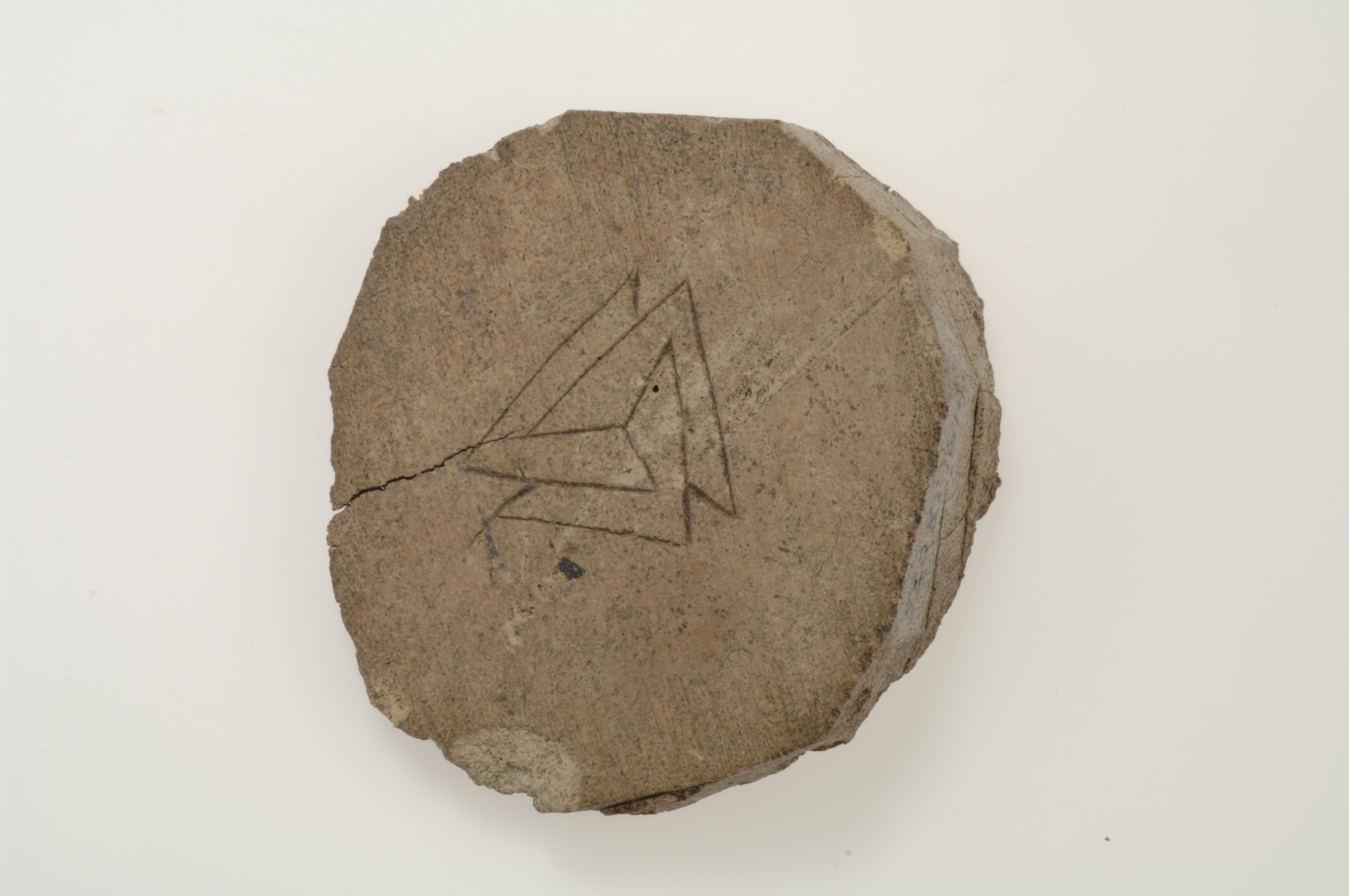
Рог лося или оленя с вырезанным на нём левым трилистником в форме валькнута, 700-1100 годы, найден на острове Бьорк, Адельсо, Уппланд, Швеция
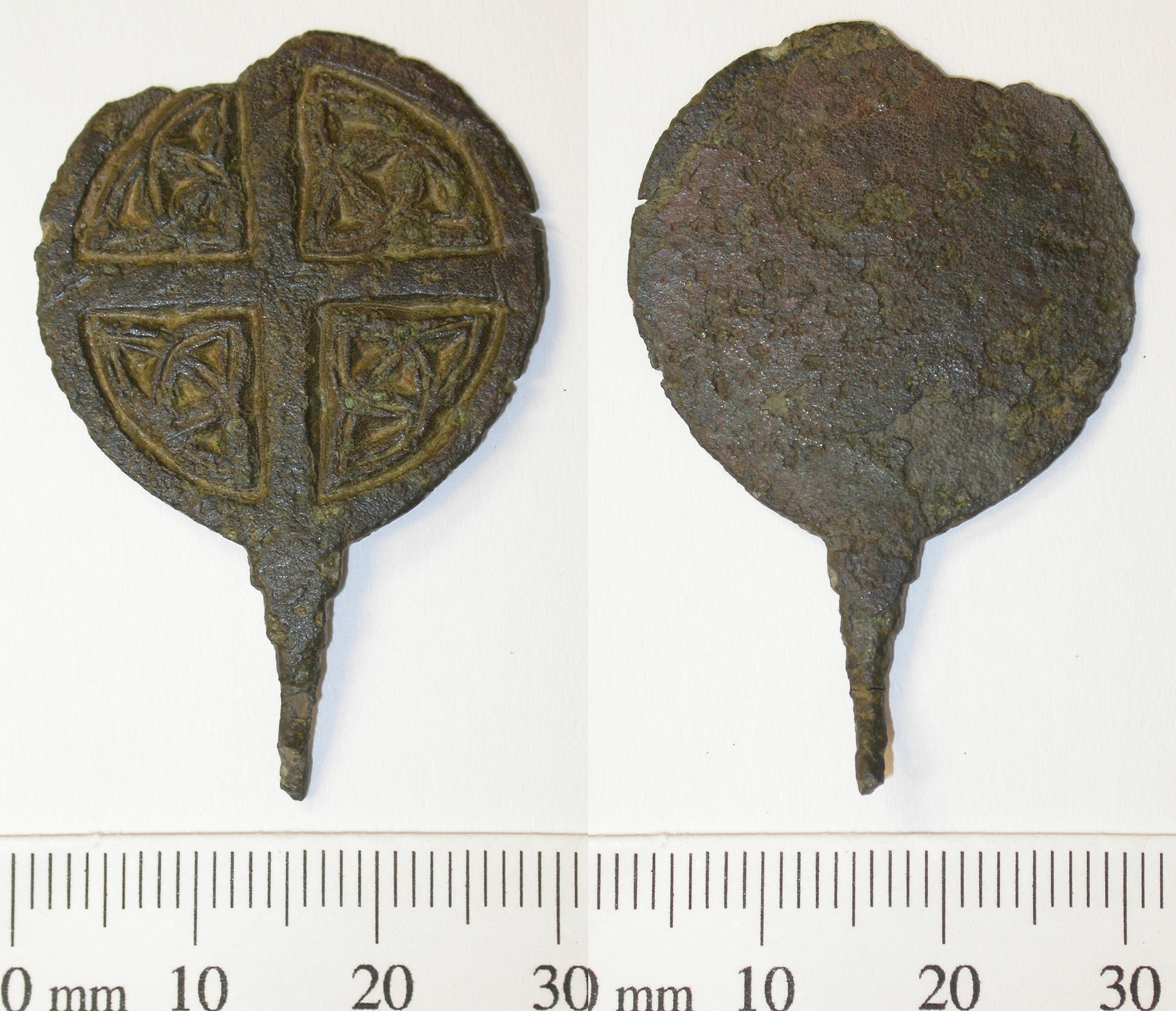
Медная булавочная головка с левым трилистником, 750-900 годы, найдена в графстве Ноттингемшир, Великобритания
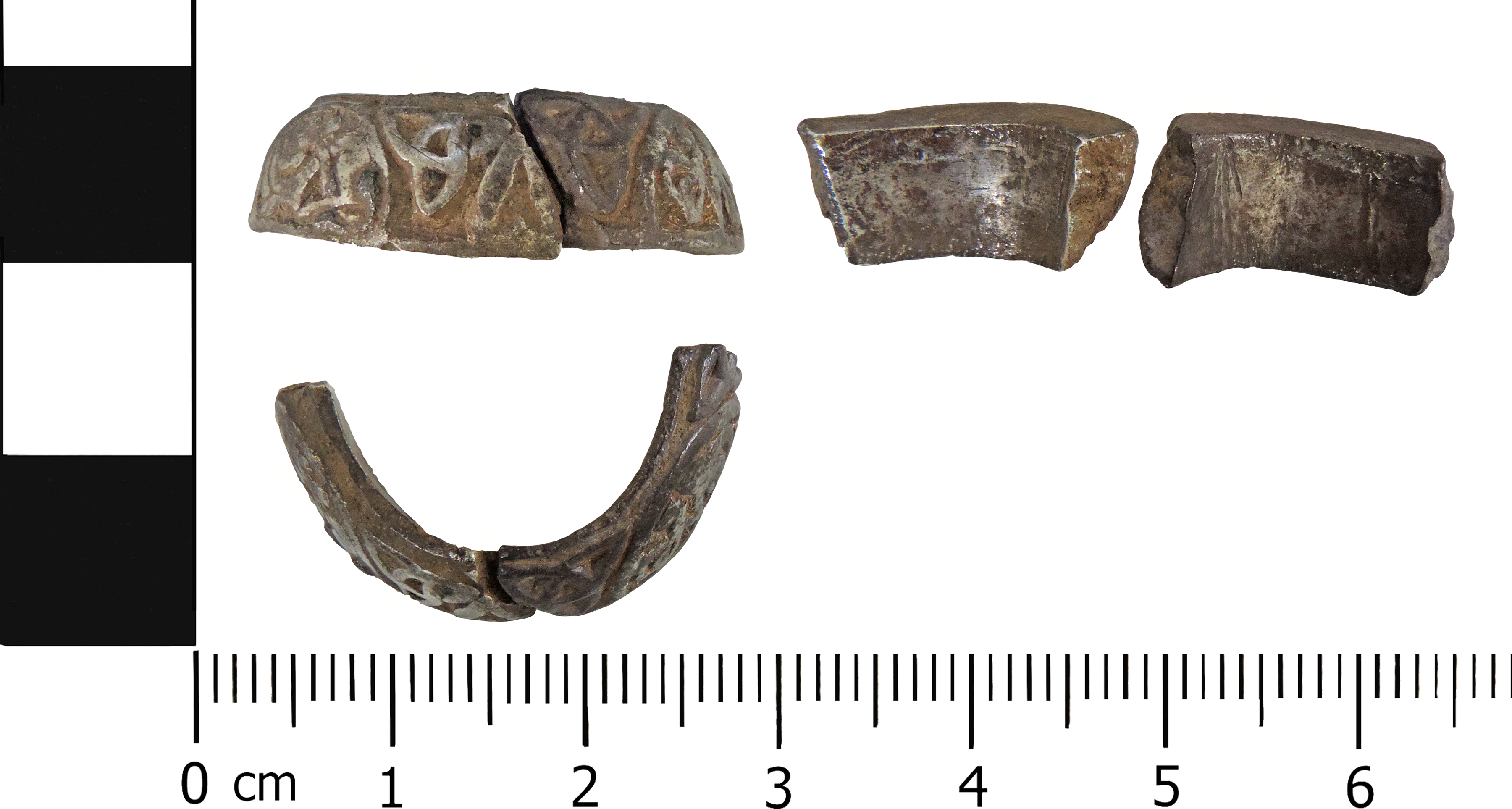
Неопознанный серебряный объект с левым трилистником,  800-925 годы, найден в графстве Северный Йоркшир, Великобритания
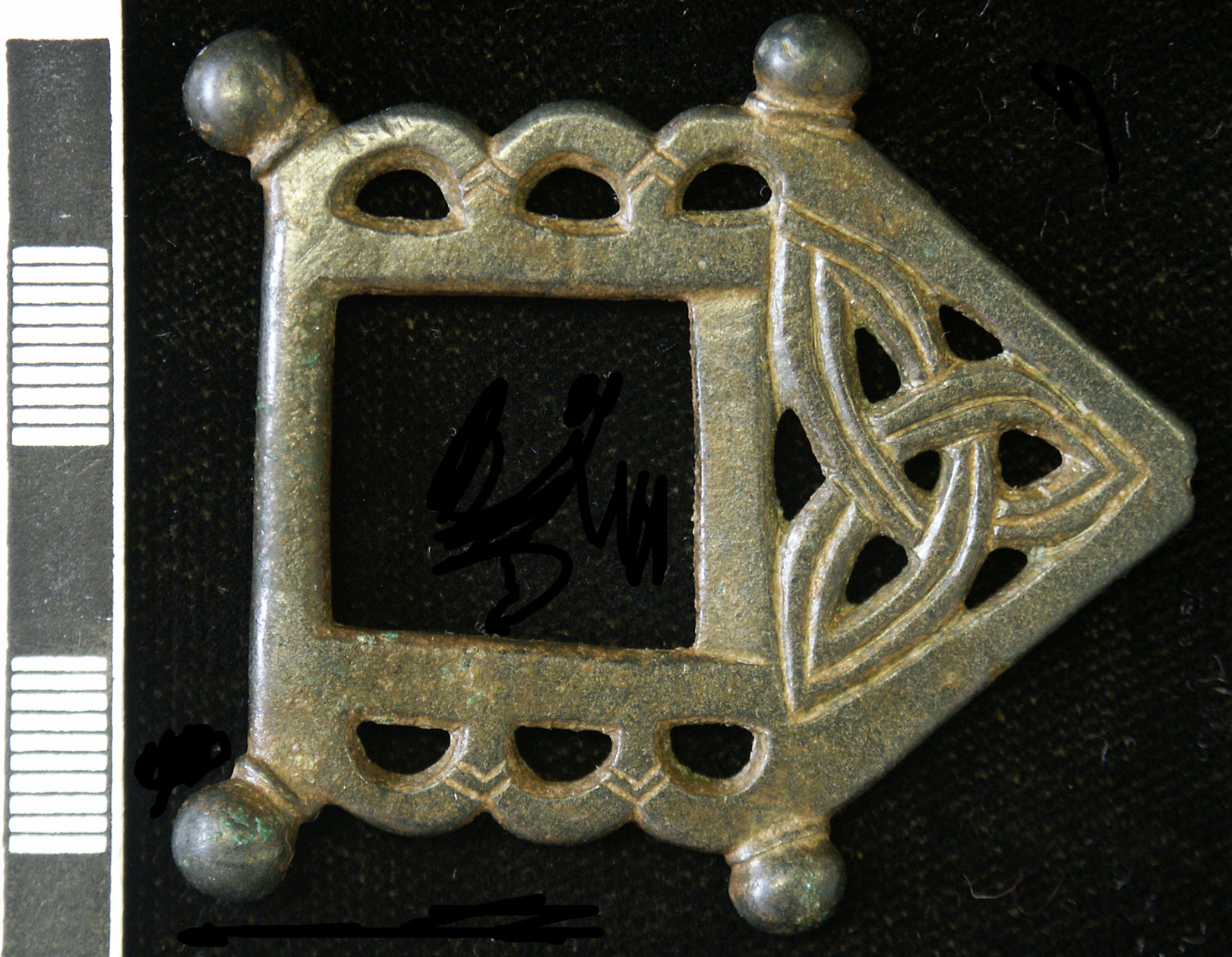
Медная пряжка с левым трилистником, 800-900 годы, найдена в графстве Норфолк, Великобритания
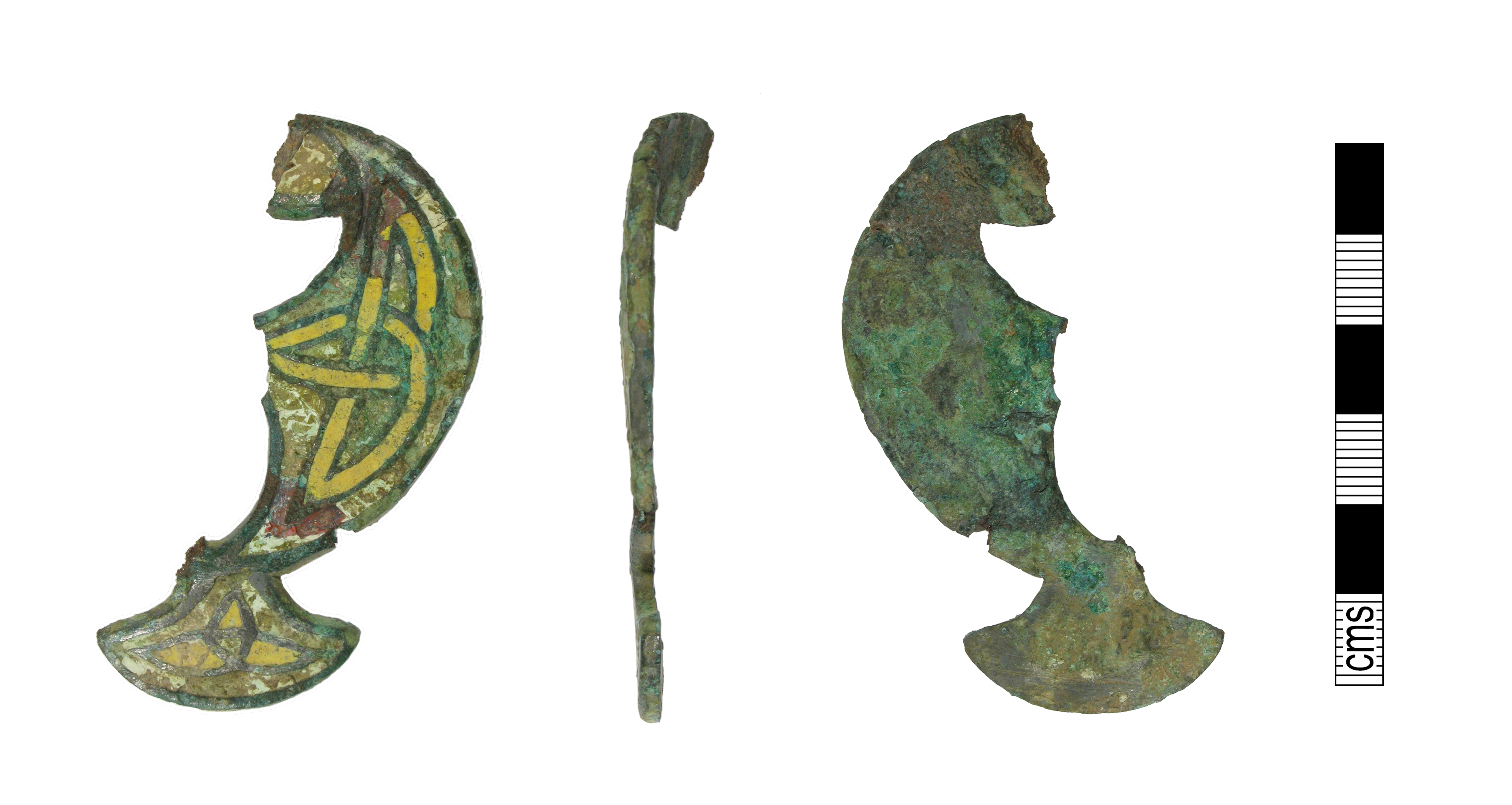
Медное эмалированное подвесное крепление для чаши с левым трилистником, 650-750 годы, найдено в графстве Стаффордшир, Великобритания
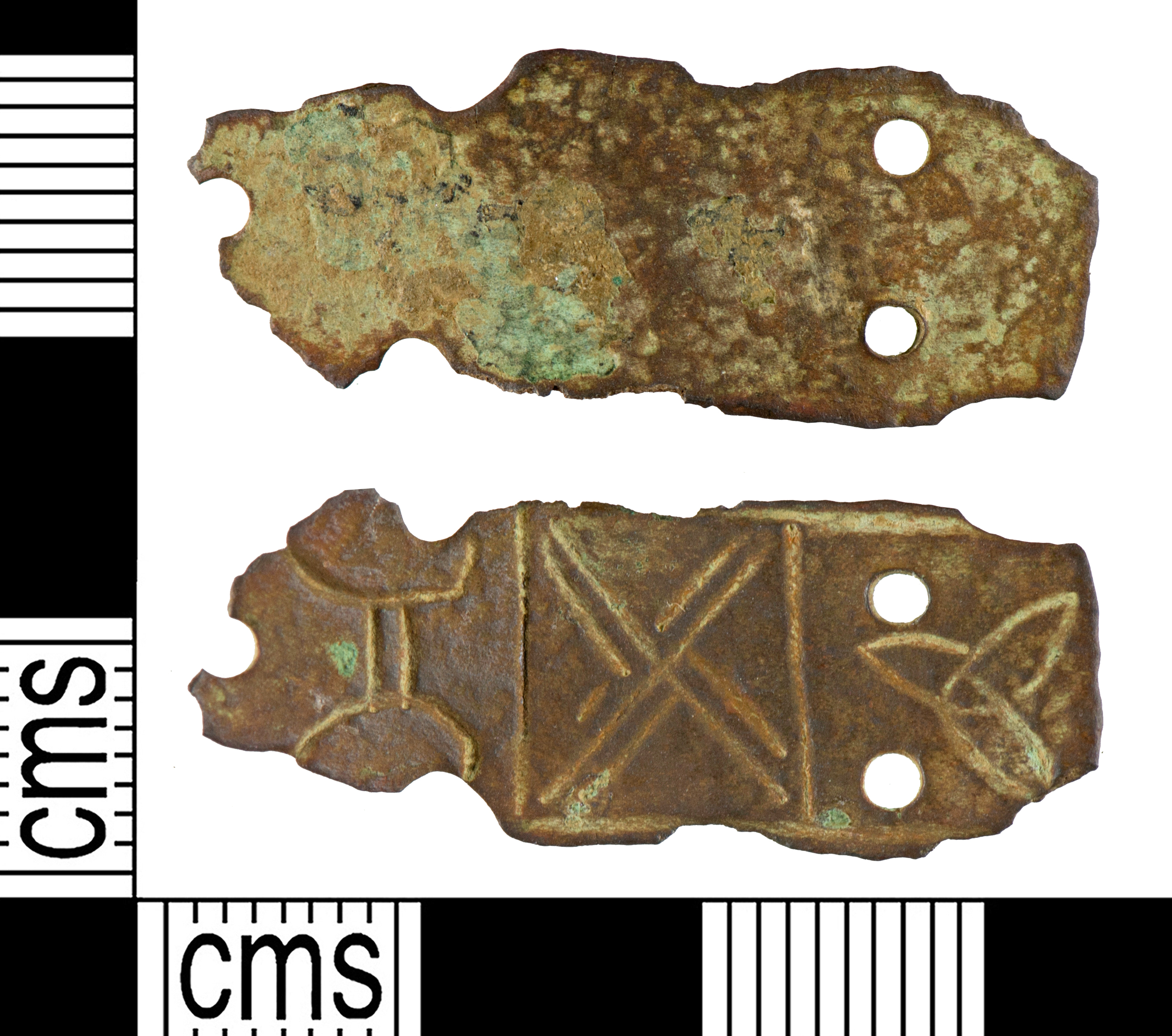
Медная пряжка с левым трилистником, 1150-1450 годы, найдена в графстве Ист-Райдинг-оф-Йоркшир, Великобритания
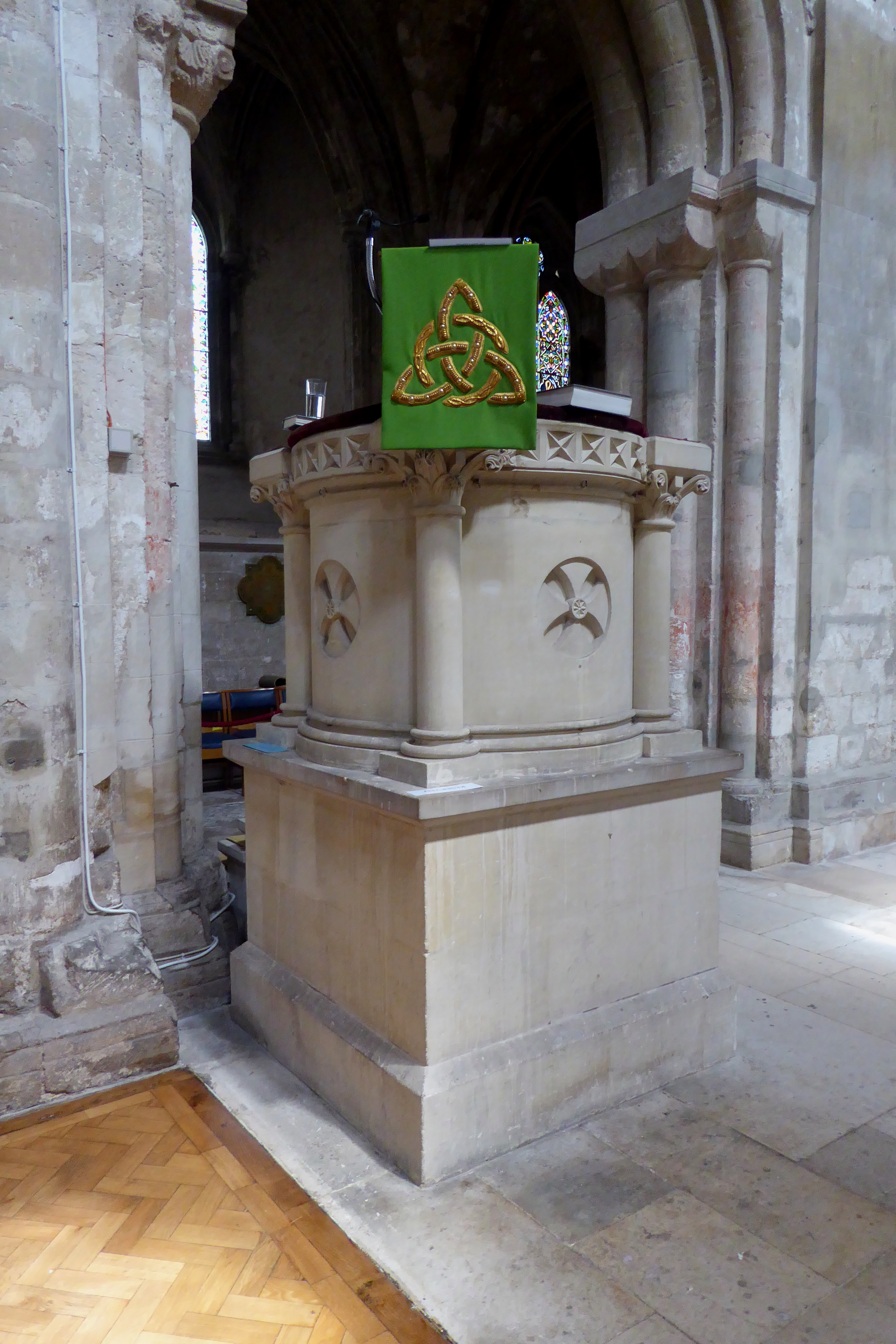
Двукомпонентное зацепление из правого трилистника и тривиального узла на кафедре в монастыре города Крайстчёрч, графство Дорсет, Великобритания
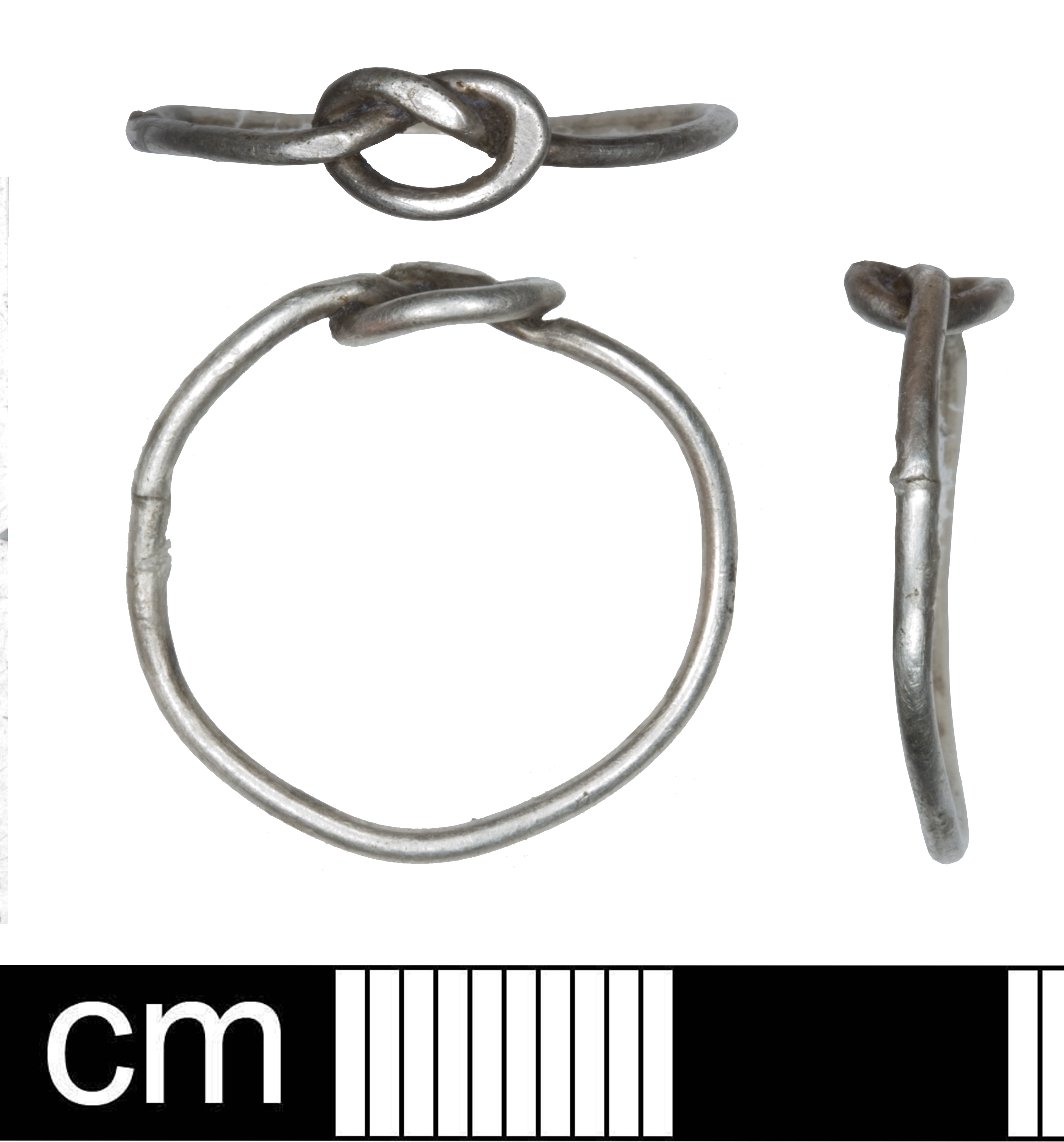
Серебряное кольцо в виде правого трилистника, 600-1900 годы, найдено в графстве Сомерсет, Великобритания

### Геральдика и Вексиллология

Двукомпонентное зацепление из левого трилистника и тривиального узла на гербе епископа Питера Хью Брауна, Епархия Самоа — Паго-Паго, Американское Самоа
Правый трилистник на гербе епископа Доминика Рёдзи Мияхара,Епархия Фукуоки, Япония
Двукомпонентное зацепление из правого трилистника и тривиального узла на гербе епископа Дугласа Джона Люсии, Епархия Сиракьюса, США
Двукомпонентное зацепление из правого трилистника и тривиального узла на гербе епископа Альберта Уйя, Епархия Тагбиларана, Республика Филиппины
Левый трилистник на гербе епископа Алехандро Алкана, Архиепархия Лос-Анджелеса, США
Двукомпонентное зацепление из правого трилистника и тривиального узла на гербе епископа Грегори Джона Хартмайера, Епархия Саванны, США
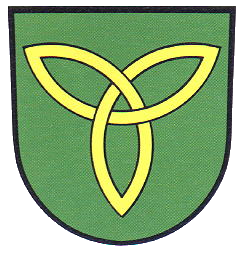
Правый трилистник на гербе комунны Хоберг, Германия
Левый трилистник на гербе коммуны Дуомон,Франция
Правый трилистник на франко-онтарийском флаге, Онтарио, Канада

### Нумизматика

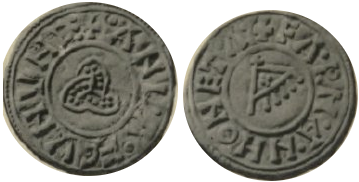
Правый трилистник на аверсе именной монеты Олава III, короля Йорка, 949-952 годы
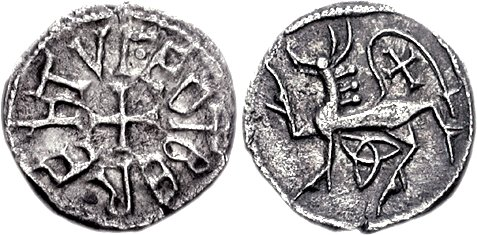
Левый трилистник на именном скеате Эдберта, короля Нортумбрии, 737-758 годы
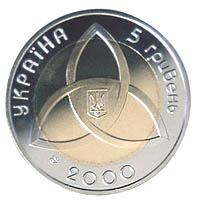
Правый трилистник на аверсе украинской памятной монеты из серии «На рубеже тысячелетий», 2000 год
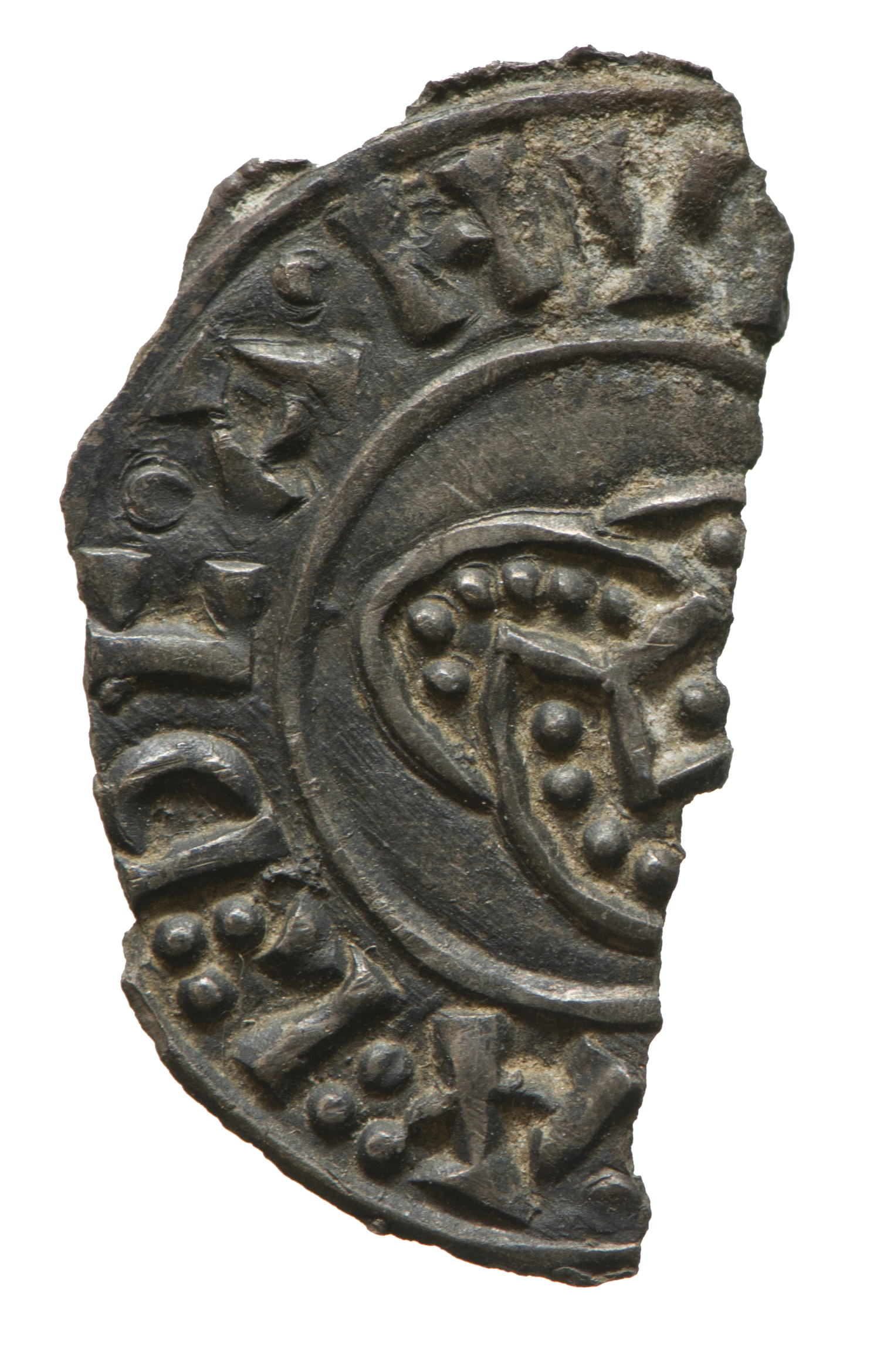
Правый трилистник на аверсе именной серебряной монеты Рагналла Гутфритссона, короля Йорка, 943-944 годы
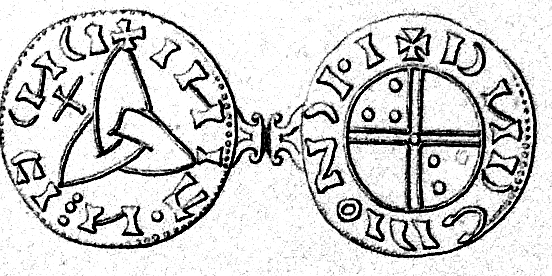
Левый трилистник на монете короля Норвегии Харальда III Сурового, 1047-1066 годы

### Эмблемы и логотипы

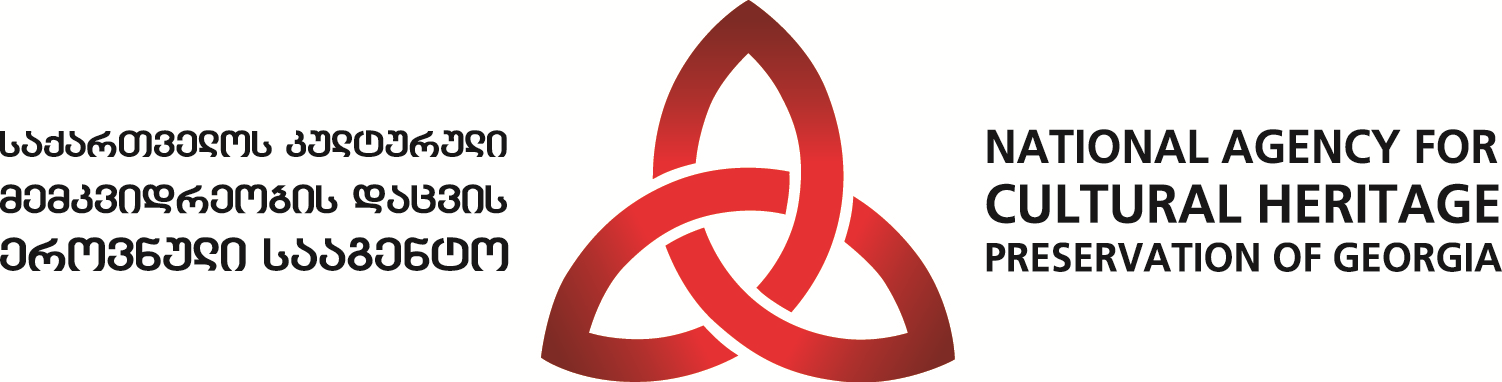
Правый трилистник на логотипе национального агентства по сохранению культурного наследия Грузии
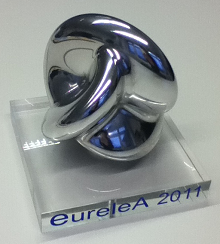
Призовая статуэтка европейской премии в области электронного обучения Eurelea Award в виде правого трилистника.
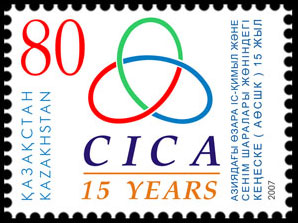
Правильно раскрашенный в три цвета левый трилистник на почтовой марке Казахстана, посвящённой 15-илетию СВМДА
Левый трилистник на логотипе крупнейшего португальского банка «Caixa Geral de Depósitos»
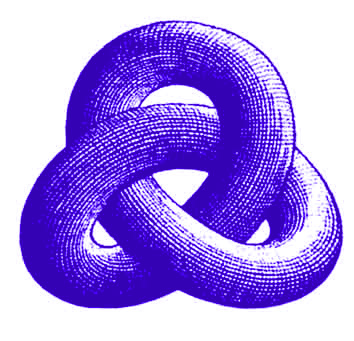
Правый трилистник на логотипе испанского политического формирования Utiel Siglo XXI
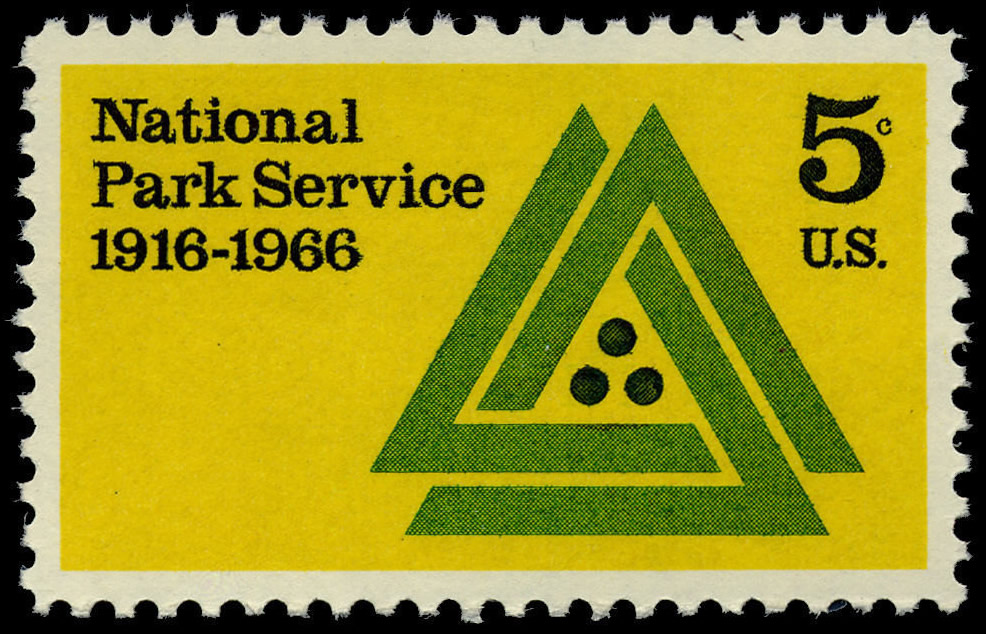
Левый трилистник в  форме валькнута на почтовой марке США, посвященной 50-летию службе национальных парков США
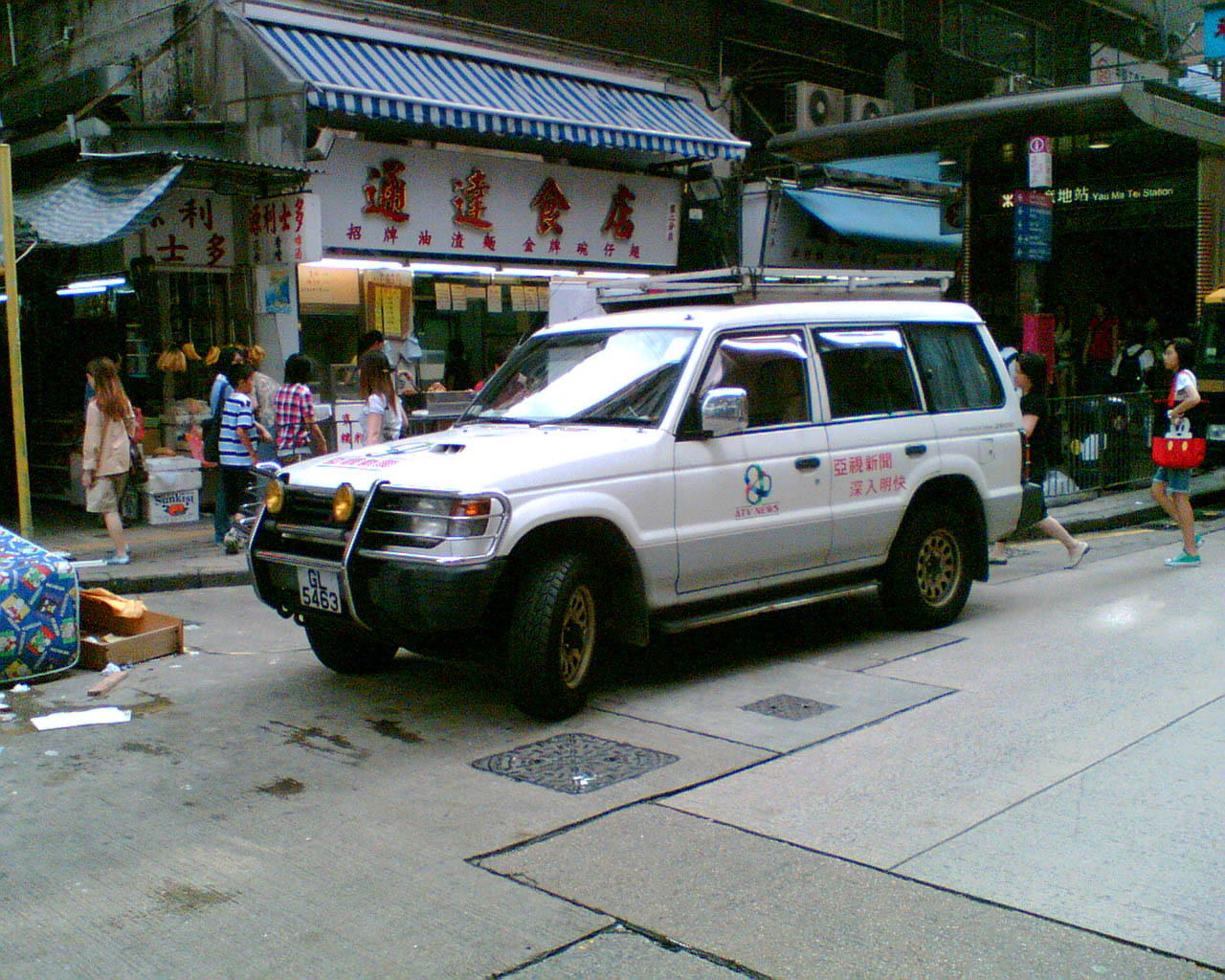
Правый трилистник на логотипе телекомпании Asia Television Limited, Гонконг
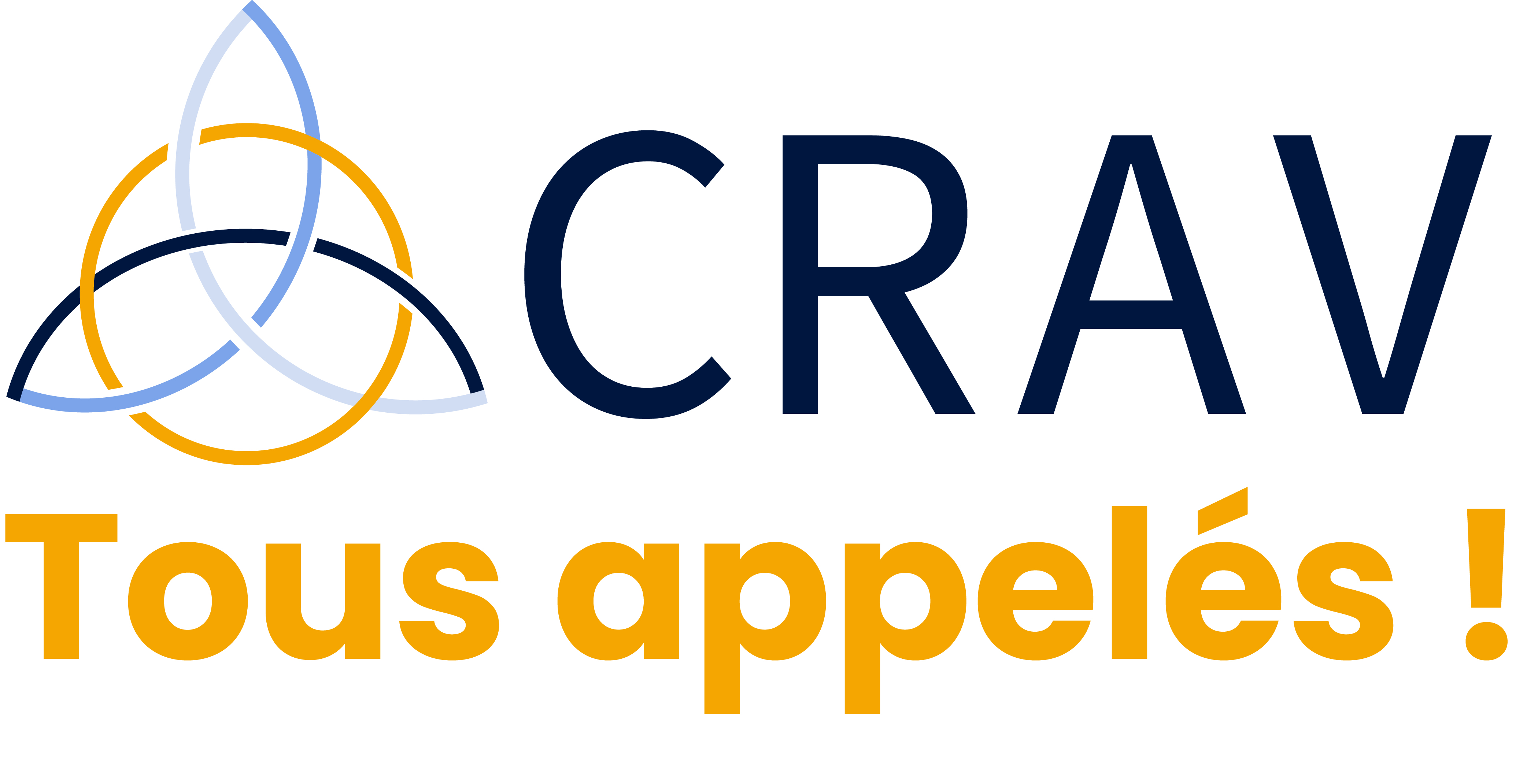
Двукомпонентное зацепление из правого трилистника и тривиального узла на логотипе Исследовательского и Антропологического Центра Призваний, основанного кардиналом Марком Уэлле, Сен-Клу, Франция
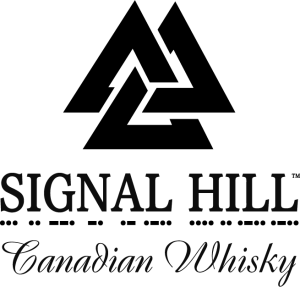
Правый трилистник в форме валькнута на логотипе канадского виски Signal Hill
Правый трилистник в форме валькнута на логотипе Шведского целлюлозного предприятия
Правильно раскрашенный в три цвета левый трилистник в форме валькнута на логотипе бангладешского телеканала ATN Bangla
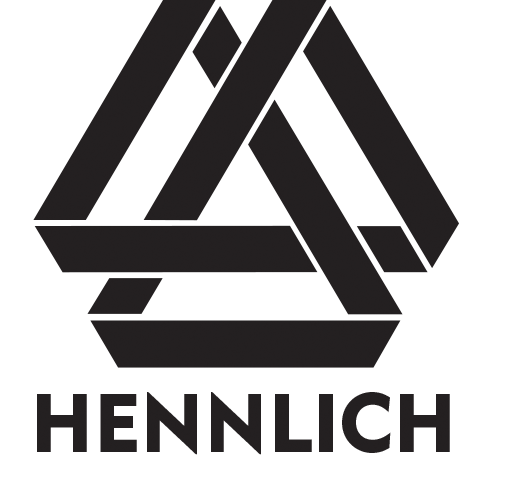
Левый трилистник в форме валькнута на логотипе группы компаний HENNLICH
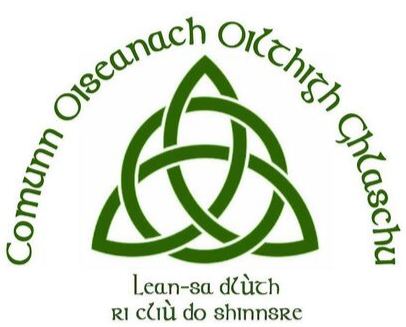
Двукомпонентное зацепление из правого трилистника и тривиального узла на эмблеме Оссианского общества Университета Глазго
Правый трилистник, правильно раскрашенный в три цвета, на эмблеме  конференции Викимедиа по многоязычию Celtic Knot Conference 2020
Правый трилистник на логотипе группы нидерладских банков Триодос Банк